# Muséum d'histoire naturelle de Genève
Le Muséum d'histoire naturelle de Genève (abrégé MHNG) est le musée d'histoire naturelle de la ville de Genève, et le plus grand de Suisse. C'est un établissement de recherche scientifique, de conservation du patrimoine naturel et historique, et de diffusion des savoirs. L'institution prend naissance à la fin du XVIIIe siècle, et connaît plusieurs déménagements dans la ville de Genève avant de disposer de son bâtiment actuel, situé dans le parc de Malagnou. Il abrite près de 15 millions de spécimens, soit le tiers des collections de zoologie, paléontologie et minéralogie du pays. Ces collections scientifiques regroupent l'héritage de naturalistes genevois comme Fatio, Forel, Jurine, Necker, Pictet, Saussure, mais aussi les collections d'autres grands naturalistes, comme les français Lamarck, Lunel et Delessert. Elles sont continuellement enrichies par les missions de terrain effectuées par les chercheurs travaillant dans l'institution, qui décrivent plus d'une soixantaine de nouvelles espèces par année. Leur valeur scientifique est entretenue par leur actualisation constante, et par l'existence de quelques dizaines de milliers de types qui leur donnent une importance internationale. Le muséum de Genève édite depuis sa fondation en 1893 la Revue suisse de Zoologie, ainsi que la Revue de Paléobiologie fondée en 1982.
Le Muséum d'histoire naturelle de Genève abrite une importante bibliothèque de littérature scientifique — zoologie et sciences de la Terre — et d'archives. Elle est créée en 1832, sur la proposition de François-Jules Pictet de la Rive, et comprend quelques milliers d'ouvrages précieux. Depuis les années 1980, elle abrite la collection de la société Nos Oiseaux ainsi qu'une importante collection consacrée aux chauves-souris. Historiquement dirigé par le chiroptérologue Villy Aellen, le Muséum d'histoire naturelle entretient un pôle chauves-souris, abritant le Centre de coordination ouest pour l'étude et la protection des chauves-souris et organisant chaque année des animations pour la Nuit européenne de la chauve-souris. Le Musée d'histoire des sciences de la Ville de Genève est depuis 2006 une filiale du Muséum d'histoire naturelle.
En plus des aspects de maintien et d'enrichissement des collections et de recherche scientifique, le muséum d'histoire naturelle de Genève a une mission de médiation culturelle. Il est reconnu comme bien culturel d'importance nationale. Son entrée est gratuite et il reçoit en moyenne 300 000 visiteurs par an, en faisant le musée le plus visité du canton de Genève. Ses galeries d'exposition permanente s'étalent sur 8 500 m2, et présentent sur quatre niveaux la faune régionale, la faune du reste du monde, les sciences de la Terre et l'histoire de l'homme. La faune exotique est répartie sur deux étages, et comprend une salle consacrée aux sculptures de Léopold et Rudolf Blaschka. L'institution a accueilli divers animaux vivants au cours de son histoire. Depuis 1997 c'est une tortue à deux têtes, Janus, qui est présentée au public.

## Historique de l'institution

### Origines: le Musée académique

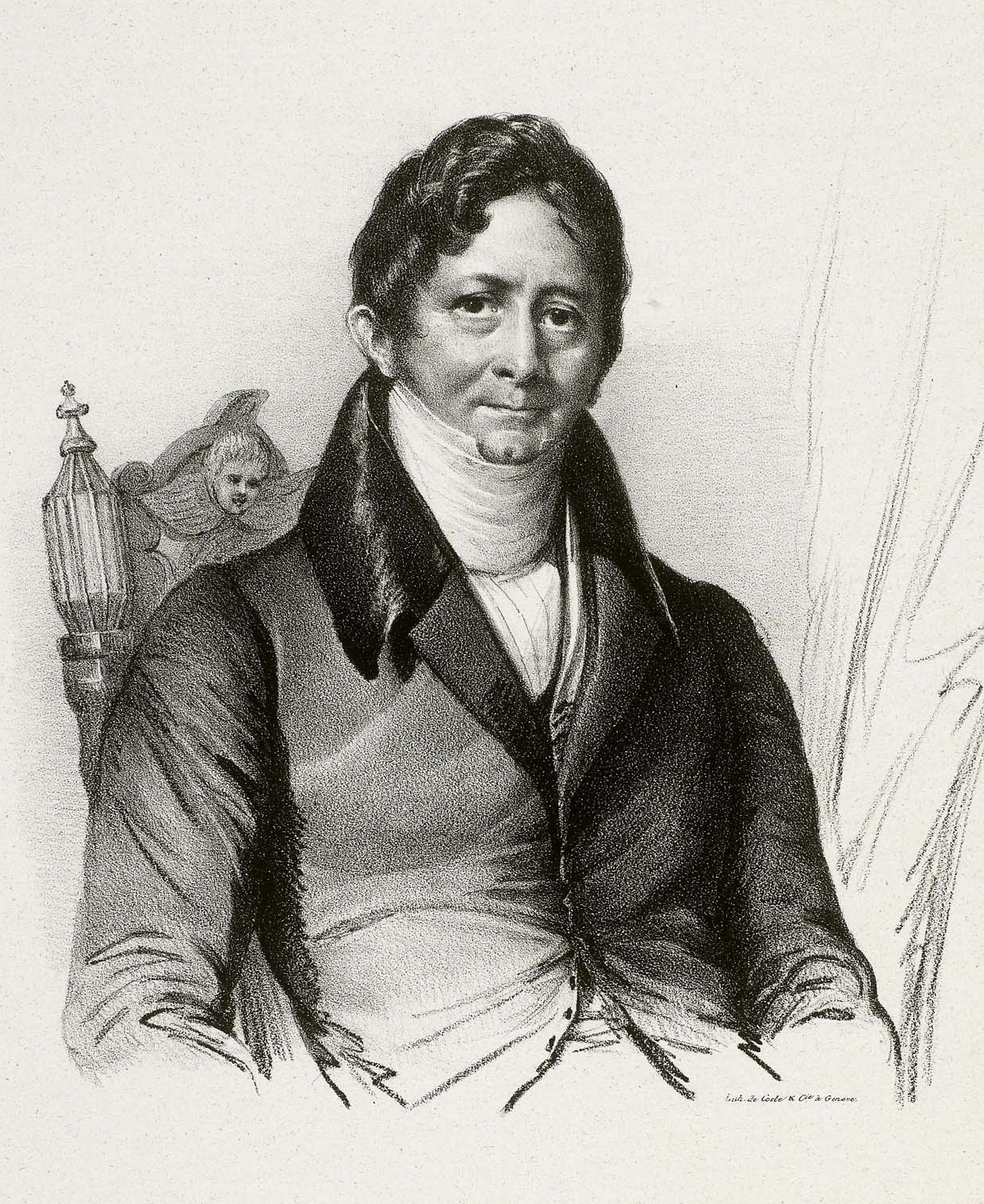
Henri Boissier, fondateur du Musée académique.

C'est à l'époque de la Révolution française que les grands bourgeois de Genève « se préoccupent de rendre accessibles à leurs concitoyens […] les vérités scientifiques fraîchement acquises ». Le 18 janvier 1789, Henri Boissier propose à la Société des Arts la création d'un cabinet public d'histoire naturelle, arguant « qu'un établissement de ce genre est nécessaire dans une ville qui produit tant de naturalistes célèbres, et où la fortune des particuliers ne permet pas à chacun de suivre une étude dont les bases sont très dispendieuses ». Cette proposition n'est pas suivie, et l'accès aux collections précieuses des grands naturalistes genevois restent alors réservé à quelques visiteurs étrangers ou à quelques proches. C'est en 1794, au plus fort de la Révolution, que le Département provisoire de l'Industrie et des Arts concrétise le projet. Le 29 octobre de cette année, la Commission Nationale vote un crédit pour l'achat de deux collections d'histoire naturelle : les instruments de physique de Marc-Auguste Pictet et le cabinet d'histoire naturelle de Pierre-François Tingry.

### Premiers déménagements
|  |

En 1811, les milieux académiques fondent le Musée académique et, au fil des ans, augmentent leurs collections et ces richesses qui s'accumulent obligent leur propriétaire à déménager plusieurs fois de locaux. Du « Salon de la municipalité » rapidement devenu trop étroit, le Musée académique est déplacé en mars 1820 vers l'ancien « hôtel du Résident », sis Grand-Rue 11. En mai de la même année, la ville de Genève devient le nouveau propriétaire des collections et s'engage à en assumer les frais d'administration. L'administration municipale vote en 1867 un crédit pour la construction des bâtiments du musée et de la bibliothèque aux Bastions pour près d'un million de francs. Le Muséum d'Histoire naturelle aux Bastions est inauguré le 10 octobre 1872.
Le zoologiste Godefroy Lunel, qui occupe alors un poste analogue à Montpellier, devient le premier directeur officiel du Muséum en 1878,. Rapidement le bâtiment des Bastions devient trop exigu car les collections et les dons s'accumulent. Une partie est transférée au Palais Eynard, notamment la faune locale et la collection présentée par Victor Fatio à l'Exposition nationale suisse de 1896. L'arrivée ininterrompue de nouvelles collections rend la construction d'un nouveau bâtiment de plus en plus nécessaire. En 1902, les autorités municipales prennent conscience du problème, un crédit de 1 250 000 francs est voté en 1912 et des travaux commencent en 1914 place Sturm, mais la Première Guerre mondiale stoppe tout et le projet est abandonné en 1918. Des solutions de fortune sont trouvées, et certaines collections sont provisoirement placées dans différents greniers d'écoles publiques. En 1946, un concours d'architecture est finalement lancé, mais le Conseil municipal ne vote les crédits nécessaires à la construction qu'en février 1960,,.
En plus du musée destiné aux visites du public, l'institution prend également en charge l'étude des sciences naturelles et leur enseignement. Ainsi, le nom de « muséum » remplace celui de « musée » pour la première fois en 1906, sous la direction de Maurice Bedot. Le conseil administratif municipal justifie ce changement a lieu « afin d'éviter toute confusion avec les autres musées de la ville ». La copie sur le Muséum d'histoire naturelle de Paris, muséum depuis 1793, ou l'influence de l'allemand sont également avancées comme hypothèses justifiant ce changement de nom. Un demi-siècle plus tard, Émile Dottrens estime cette « modification judicieuse, indiquant clairement que l'institution n'est pas une simple collection d'exposition, mais un institut d'études ».

### Muséum de Malagnou

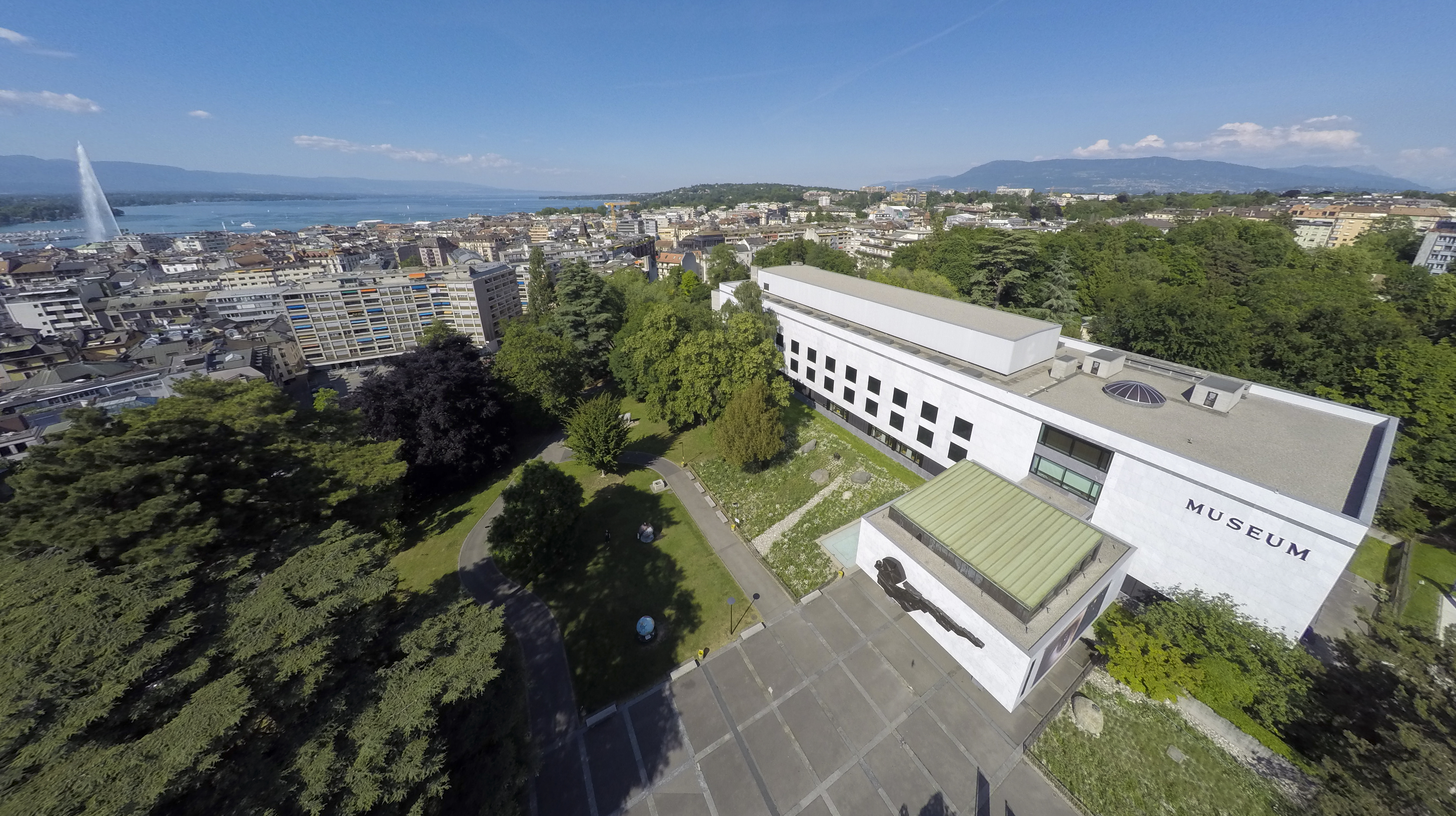
Vue aérienne du muséum, avec le Léman et le jet d'eau et le quartier des Eaux-Vives en arrière-plan.

C'est l'architecte genevois Raymond Tschudin, établi à Bâle, qui se voit confier la réalisation du bâtiment. Les travaux débutent en 1961 et le déménagement complet a lieu en 1965. Le bâtiment de Malagnou est publiquement inauguré le 15 décembre 1966, et seule la galerie de la faune régionale est alors ouverte,. Son architecture surprend par sa simplicité et sa modernité. Le bas relief en bronze présent au-dessus de l'entrée du Musée est une œuvre de l'artiste Paul Bianchi (1920-1973). Inaugurée le 16 novembre 1973, elle symbolise « la croûte terrestre et la vie née de la mer ». La façade est constituée de marbre blanc de Carrare, qui contraste avec les vitrages carrés noirs. Le marbre ayant subi l'usure du temps, il est entièrement remplacé dans les années 2010, l'isolation revue et le toit équipé de panneaux solaires[Lequel ?].
Le Musée d'histoire des sciences de la Ville de Genève, créé en 1964 et un temps affilié au Musée d'art et d'histoire de Genève, est depuis 2006 une filiale du Muséum d'histoire naturelle. Au muséum, les collections continuent de s'agrandir, et totalisent près de 38 tonnes d'alcool pour la conservation des spécimens. Fin 2016, un crédit d'étude est voté pour la conception de nouveaux locaux qui permettraient le stockage des collections scientifiques dans de meilleures conditions, afin de mieux les protéger des ravageurs, limiter les fluctuations de température et d'humidité et répondre aux normes de sécurité en vigueur. Fin 2017, le projet « AMBRE » remporte le concours d'architecture lancé par la Ville de Genève, et consiste en la construction d'une troisième et nouvelle aile au bâtiment existant. Une fois le projet mené à terme, le muséum aurait donc une aile pour chacune de ses trois missions complémentaires : une pour le public, une deuxième pour la recherche scientifique, et la troisième rendant visible le travail de conservation et d'étude des collections.
En 2023 et jusqu'en 2027, le musée va s'agrandir d'une nouvelle aile qui sera consacrée à la conservation des immenses et riches collections du musée. L'accueil du public sera amélioré et un nouvel espace destiné aux expositions temporaires sera créé. Durant les travaux, le musée s'engage dans une transition énergétique avec une centrale photovoltaïque.

## Collections scientifiques

### Zoologie
Le muséum de Genève est le plus grand musée d'histoire naturelle de Suisse. En 2014, on estime que ses collections scientifiques comprennent plus de 15 millions de spécimens, soit le tiers des collections de zoologie, paléontologie et minéralogie de Suisse. Elles hébergent des collections d'importance nationale et internationale, avec 50 000 types déposés dans l'institution. Les collections se répartissent sur cinq étages où les spécimens sont regroupés selon la classification du vivant. L'institution alimente et entretient également une collection d'échantillons ADN constituée de plusieurs milliers de tubes. Le muséum et le Jardin botanique de Genève, en collaboration avec l'Université de Genève, se proposent d'être dépositaires de la première collection de référence de tissus ADN pour l'ensemble de la biodiversité suisse.

#### Invertébrés

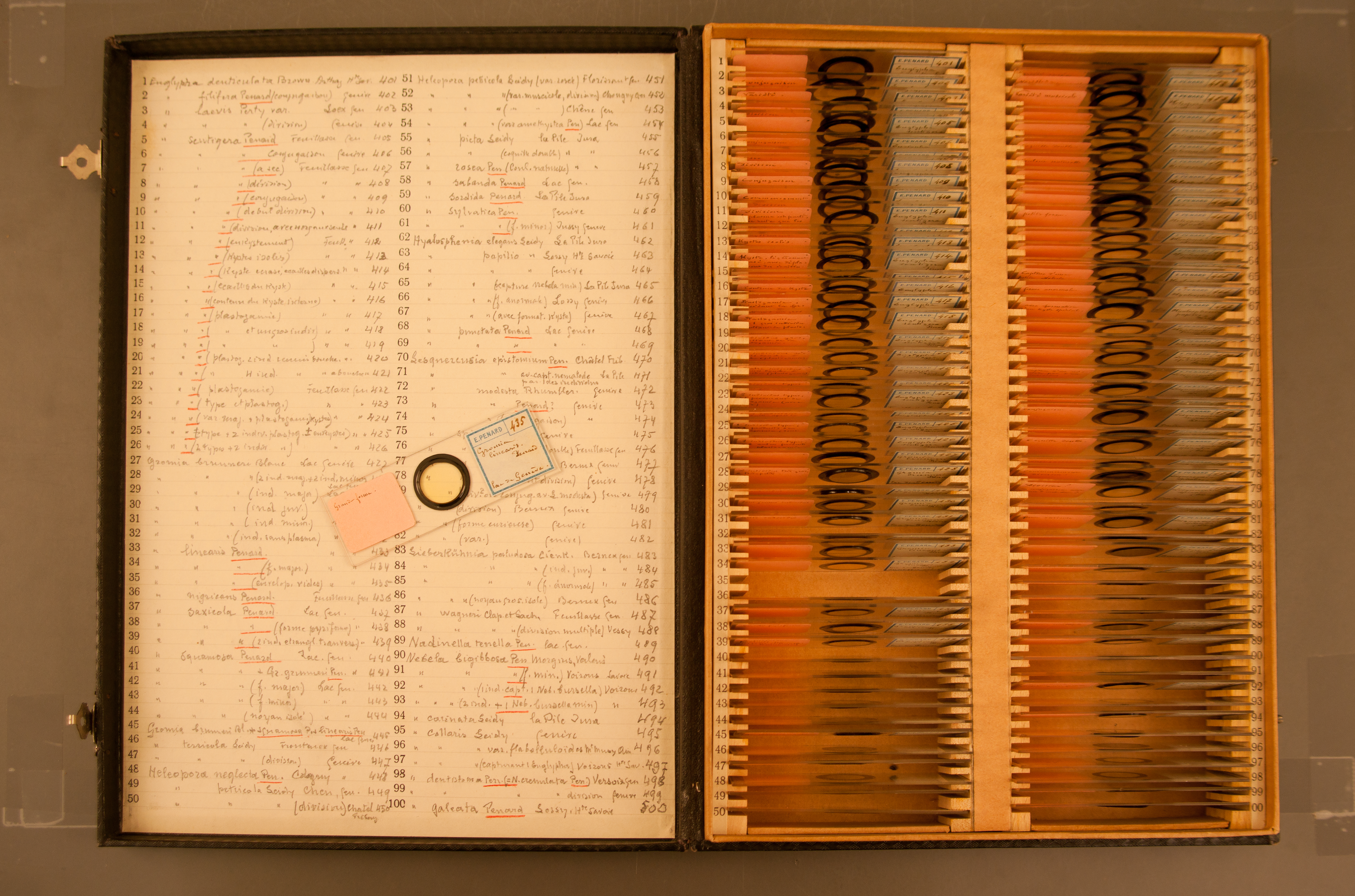
Série de lames d'Eugène Penard conservées au Muséum d'histoire naturelle de Genève.

Le département des invertébrés non-arthropodes possède d'importantes collections de conchyliologie, et notamment les collections historiques rassemblées par le français Benjamin Delessert et dont l'entièreté — quelque 150 000 spécimens — est léguée à l'institution par ses héritiers en 1869. Elles contiennent notamment la collection de Jean-Baptiste de Lamarck qui inclut les nombreux types décrits dans son Histoire naturelle des animaux sans vertèbres, celle de Christian Hee Hwass qui est étudiée dans l'Encyclopédie méthodique et celle de César A. Récluz,. Les mollusques rassemblent aussi les collections de Jules René Bourguignat, de Maurice Bedot et Camille Pictet, de Pierre Marie Arthur Morelet et de Stefano Moricand. Au début du XXe siècle, Jules Favre enrichit la collection de mollusques terrestres, quand Yves Finet s'intéresse aux faunes marines à partir des années 1980. Dans les années 2010, les collections de malacologie comptent près de 6 000 spécimens types, et sont étudiées par Emmanuel Tardy. Le département héberge les protistes d'Eugène Penard. Les collections de parasitologie sont également importantes, avec plusieurs groupes d'helminthes bien représentés,. Elles comprennent, entre autres, les préparations de Georges Dubois. À partir des années 1970, elles sont complétées par les collectes de terrain de Claude Vaucher et Alain de Chambrier, respectivement spécialistes des Cyclophyllidea et des Proteocephalidea, qui décrivent à eux deux plusieurs dizaines de genres et plus de 150 nouvelles espèces de vers parasites. Depuis 1995 la collection de parasites est étudiée et enrichie par Jean Mariaux, conservateur et spécialiste des cestodes parasites d'oiseaux, et depuis 2014 par Isabel Blasco-Costa, spécialiste des trématodes. En 2006, ces collections comptaient plus de 30 000 préparations et totalisent près d'un quart des types de cestodes décrits, les classant donc parmi les plus importantes au monde. Parmi les collections importantes d'invertébrés non-arthropodes, se trouvent enfin celle des Porifères (éponges) essentiellement constituée dans les années 1980 et 1990 par Ruth Desqueyroux-Faúndez, et celle des cnidaires comprenant différents lots rassemblés ou directement collectés par Maurice Bedot, Camille Pictet et Aloïs Humbert à la fin du XIXe siècle, et enrichie depuis les années 2000 par les récoltes de Peter Schuchert, taxinomiste spécialiste des hydraires.

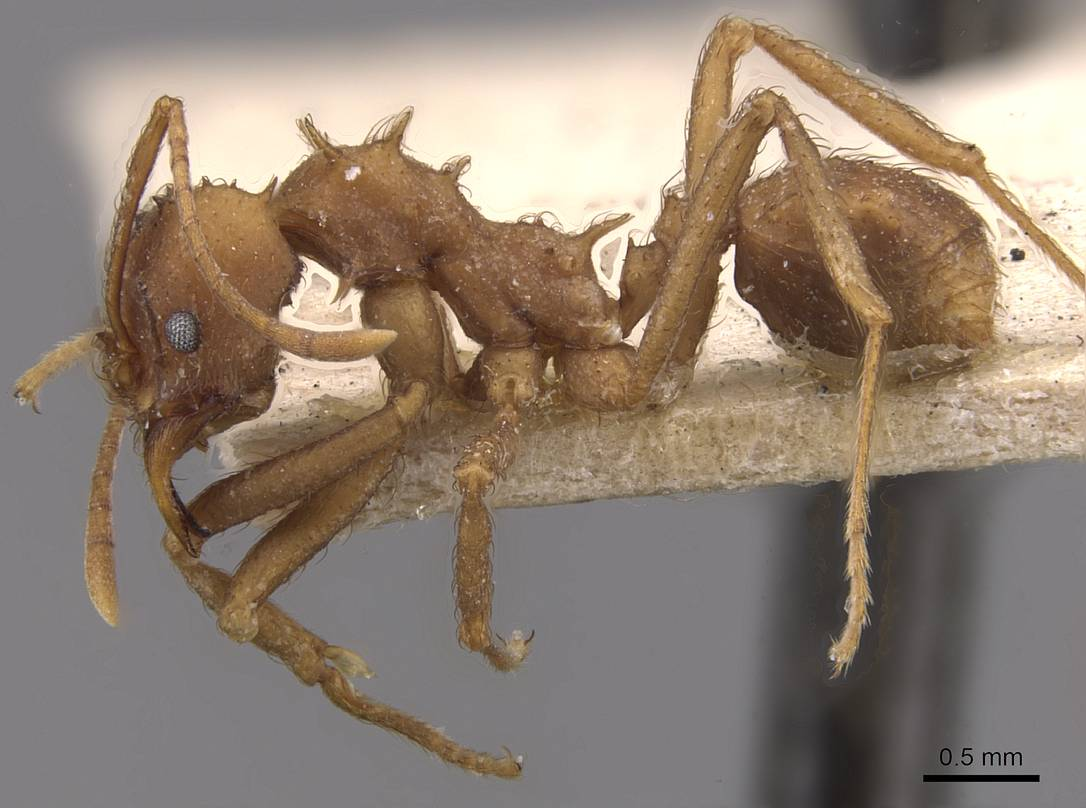
L'un des syntypes dAcromyrmex subterraneus (Forel, 1893), de la collection d'Auguste Forel, photographié dans le cadre du projet AntWeb.

Les collections entomologiques rassemblent des collections importantes de coléoptères et hyménoptères, comprenant notamment celle d'importance mondiale du myrmécologue Auguste Forel qui contient 3 000 types de fourmis. Parmi les autres collections historiques, se trouvent les hyménoptères et diptères de Louis Jurine, les aculéates d'Henri de Saussure. Ce dernier travaille également intensément sur les orthoptères, en plus des hyménoptères, mais publie aussi quelques contributions à l'étude des myriapodes et crustacés, entre autres. Il entretient un réseau de contacts avec des chercheurs du reste du monde, de sorte que de nombreux types décrits par des entomologistes de renom comme Josef Redtenbacher et Karl Brunner von Wattenwyl finissent dans les collections de l'institution. Au XIXe siècle toujours, François-Jules Pictet de la Rive contribue grandement à agrandir les collections d'entomologie par son propre travail et par l'acquisition de petites ou grandes collections. Parmi ses travaux notables sur ce matériel comptent plusieurs monographies sur les trichoptères, les plecoptères et les éphémères. De la Rive meurt en 1872, et Henri de Saussure nomme alors l'argovien Emil Frey-Gessner conservateur, qui accroît considérablement les collections entomologiques, travaillant sur les hyménoptères et notamment les Apidae pendant une quarantaine d'années. Les collections de coléoptères connaissent un premier développement important en 1820, 1857 et 1861, avec l'acquisition de 370 boîtes d'André Melly,,, puis sont activement enrichies par des spécialistes à partir de la deuxième moitié du XXe siècle. Dans la première moitié du XXe siècle, c'est le zoologiste Jean Carl qui gère les collections d'entomologie et publie sur différents groupes d'insectes, sur les crustacés mais surtout les myriapodes dont il décrit plus de 350 espèces nouvelles, tandis que Roger de Lessert étudie les arachnides dont il nomme près de 300 espèces. À partir des années 1940, Hermann Gisin décrit plus de 200 nouveaux collemboles, côtoyant Charles Ferrière, spécialiste des hyménoptères et descripteur de près de 300 espèces, conservateur d'entomologie jusqu'en 1958 et qui continue de travailler au muséum jusque dans les années 1970.
À la fin des années 1950, l'arrivée de Claude Besuchet marque le début de l'étude intense des coléoptères de la famille des Staphylinidae (notamment les Pselaphinae), bientôt rejoint dans l'institution par André Comellini et Ivan Löbl à la fin des années 1960. Les années 1970 voient l'arrivée du zoologiste autrichien Volker Mahnert, notamment spécialisé dans l'étude des pseudoscorpions (mais aussi des poissons) dont il découvre et nomme plus de 320 espèces. L'arachnologiste Peter J. Schwendinger devient conservateur des collections d'arachnologie en 1999, et étudie les araignées et les opilions, quand Lionel Monod s'occupe de scorpions à partir de 2009. L'étude des staphylins initiée dans les années 1960 se poursuit sur plusieurs décennies, et notamment depuis la fin des années 1990 par le coléoptériste Giulio Cuccodoro. En 2011, les seuls coléoptères comptent 50 000 espèces et plus de deux millions de spécimens. La faune cavernicole est bien représentée, ainsi que la faune humicole. Les Staphylinidae incluent les collections de Georg Benick, Gustav Lohse, Rudolf Petrovitz, en plus des importantes collectes effectuées par Besuchet, Comellini, Löbl et Cuccodoro. Les collections de diptères comprennent plus de 100 000 spécimens, et sont gérées par Bernhard Merz entre 1998 et 2014. Les collections de papillons contiennent celles de Jean Romieux et de Jacques-Louis Reverdin, ainsi que les 160 000 spécimens de papillons de nuit de Jacques Plante, qui a intensivement collecté et étudié les Noctuidae après une carrière de parolier à succès,. Depuis 2001, elles sont gérées par Bernard Landry, spécialiste des microlépidoptères et notamment ceux de la famille des Crambidae. Les collections d'orthoptères comprennent celles de l'allemand Kurt Harz, ainsi que plus de 100 000 spécimens du Paléarctique occidental légués par l'entomologiste Adolf Nadig en octobre 2001. La collection de psocoptères, initiée par Charles Lienhard qui travaille au muséum à partir des années 1980, est d'importance internationale, elle contient entre autres la collection d'André Badonnel. On y trouve en particulier les spécimens types du genre Neotrogla, qui représente le seul exemple connu d'inversion des organes génitaux, avec des femelles dotées d'une sorte de pénis érectile et les mâles d'un équivalent de vagin,, et qui vaut à Lienhard, ainsi qu'aux co-découvreurs de ces insectes, le prix Ig-Nobel de biologie en 2017.

#### Vertébrés

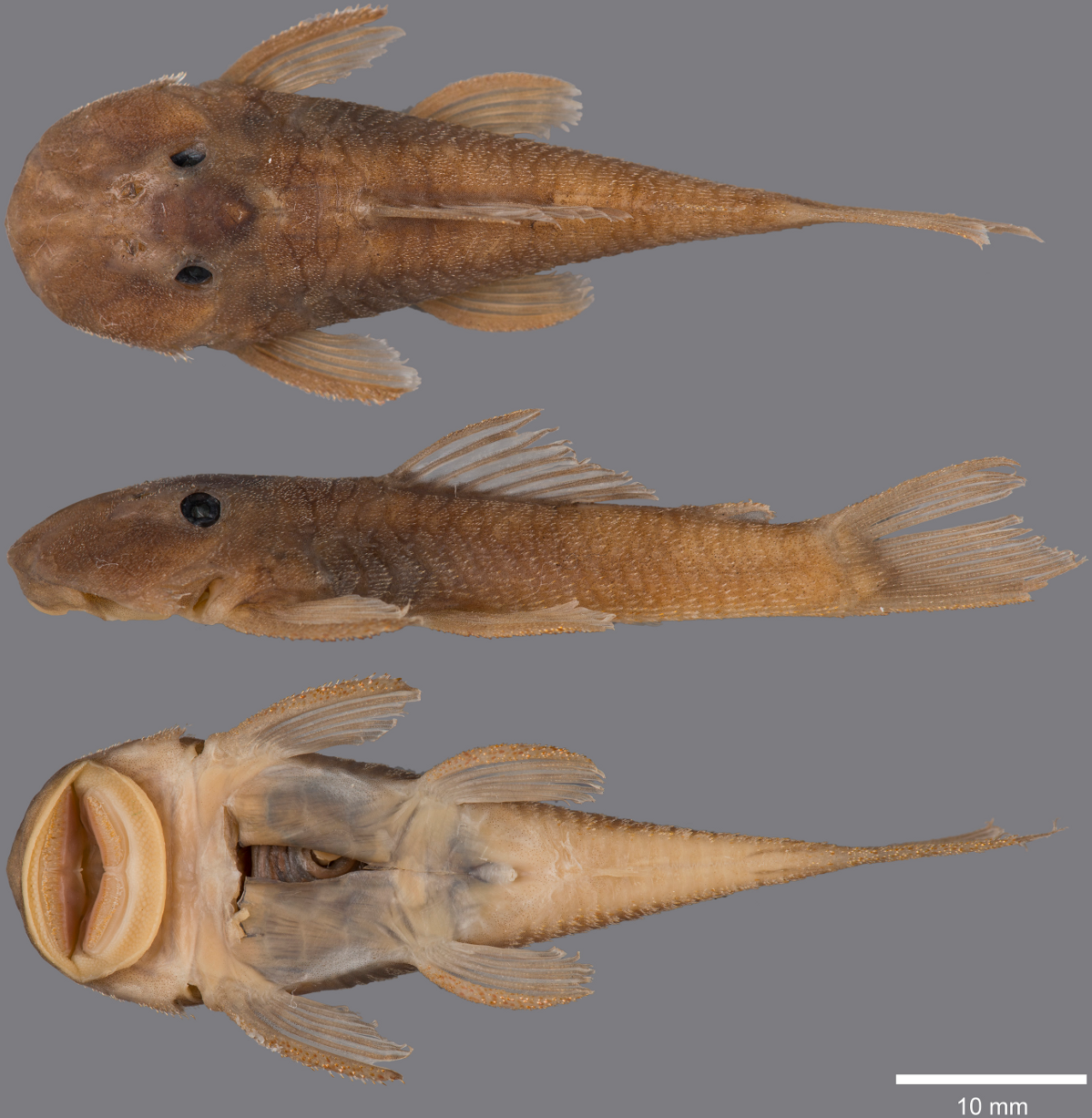
Holotype de Guyanancistrus nassauensis Mol, Fisch-Muller & Covain, 2018, poisson-chat guyanais décrit en 2018 par deux chercheurs du muséum et un collègue surinamais.

Les collections historiques de vertébrés sont celles de Godefroy Lunel, Victor Fatio, François-Jules Pictet de la Rive et Henri de Saussure. Le département d'herpétologie et ichtyologie possède également celles de Louis Jurine, d'Émile Dottrens et de Villy Aellen concernant la faune locale, et d'Aellen et Jean-Luc Perret concernant l'herpétofaune d'Afrique et d'Amérique du Sud. À partir des années 1970, et avec l'arrivée de Volker Mahnert et de Claude Weber, la collection de poissons s'enrichit principalement en espèces d'eau douce d'Amérique du Sud. Cette collection inclut la collection historique de Characiformes constituée par Jacques Géry, ainsi que les dons contemporains de Patrick de Rham ou Maurice Kottelat. Depuis les années 1990 elle est enrichie régulièrement par des missions de terrain menées notamment sur le plateau des Guyanes par les ichtyologues Sonia Fisch-Muller et Raphaël Covain, spécialistes des Loricariidae. Les poissons dulçaquicoles d'Amérique du Sud représentent en 2017 plus des trois quarts des 163 500 spécimens de la collection. Les collections d'herpétologie comprennent de nombreux spécimens d'Afrique collectés par Jean-Luc Perret dans les années 1980-1990, et par Andreas Schmitz depuis les années 2000, qui décrivent tous deux de nombreuses espèces de reptiles et amphibiens. Pour la période contemporaine, elle inclut également des Colubridae du Moyen-Orient collectés par Beat Schätti et plusieurs centaines de lézards et serpents réunis par Notker Helfenberger,.

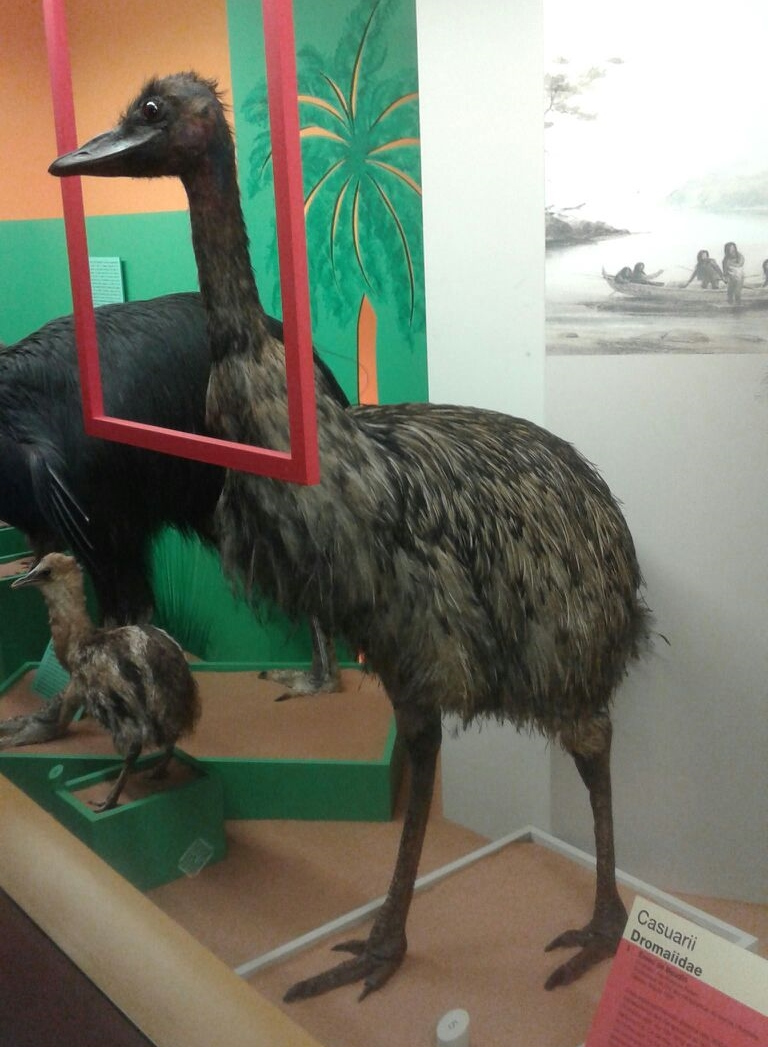
L'unique exemplaire connu de l'Émeu de Baudin (Dromaius novaehollandiae baudinianus) aujourd'hui disparu est présenté dans les galeries publiques du muséum.

Les collections de mammalogie et d'ornithologie comprennent, en plus de la faune locale, de nombreuses collections d'Amérique du Sud, mais aussi d'Afrique et d'Asie du Sud-Est. Parmi les collections historiques, on compte celles de François Sumichrast, d'Henri de Saussure, de Thomas Horsfield et de Charles Hose. Les mammifères suisses sont notamment représentés par les collections de Victor Fatio et de Charles Mottaz. Chez les mammifères, les chauves-souris sont un « groupe fétiche » de l'institution, et les collections incluent les spécimens collectés et étudiés par le mammalogiste Villy Aellen dans les années 1970-1980, puis par Manuel Ruedi, spécialiste du genre Myotis et des chauves-souris d'Asie du Sud-Est, depuis les années 2000. La collection ornithologique inclut plus de 20 000 spécimens, dont les types d'oiseaux d'Europe des collections d'Henri Jouard, ainsi que la plus grande collection d'œufs de Suisse avec 60 000 œufs répartis en plus de 18 000 pontes. Parmi les pièces rares, le muséum possède l'unique plumage au monde de l'Émeu de Baudin (Dromaius novaehollandiae baudinianus), oiseau coureur aujourd'hui disparu. Les oiseaux sont étudiés depuis les années 2000 par Alice Cibois, qui s'intéresse à la phylogénie des passereaux et à l'avifaune polynésienne, et par Laurent Vallotton, spécialiste des oiseaux de Suisse.
Le département d'archéozoologie créé en 1982 regroupe une vaste collection de squelettes récents, qui sert de base de comparaison pour l'étude des relations passées entre les hommes et les animaux, mais également du matériel ancien provenant de fouilles archéologiques. Entre autres, ces collections comprennent du matériel légué par Jean-Pierre Jéquier, et des squelettes provenant des sites de Kerma (Soudan) ou Pétra (Jordanie). Initié par Louis Chaix au début des années 1980, le département est par la suite entretenu par Jacqueline Studer et Jean-Christophe Castel,.

### Sciences de la Terre

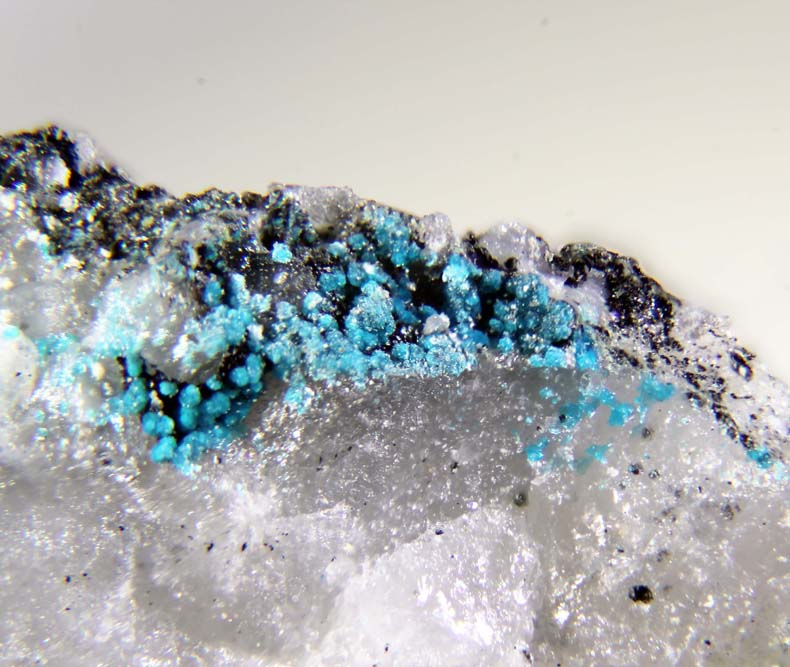
Mahnertite, espèce minérale nommée en l'honneur de Volker Mahnert, arachnologiste dirigeant le muséum de 1989 à 2005.

La collection lithologique de Horace-Bénédict de Saussure, datant du XVIIIe siècle, est la plus ancienne collection historique de l'institution et contient, entre autres, sa trémolite. Les collections de sciences de la Terre comprennent aussi celles de Louis Necker, qui s'intéresse à la minéralogie et à la géologie, et celles des géologues Jean André Deluc et Alphonse Favre. En paléontologie, le muséum héberge les collections historiques de François-Jules Pictet de la Rive et de son collaborateur Aloïs Humbert, celles de Perceval de Loriol, d'Étienne Joukowsky et de Jules Favre. De 1927 à 1953, l'institution est dirigée par Pierre Revilliod, spécialisé dans l'étude des fossiles de chauves-souris. Dans la deuxième moitié du XXe siècle, les collections de minéralogie sont étudiées par Jacques Deferne puis Halil Sarp.

### Bibliothèque

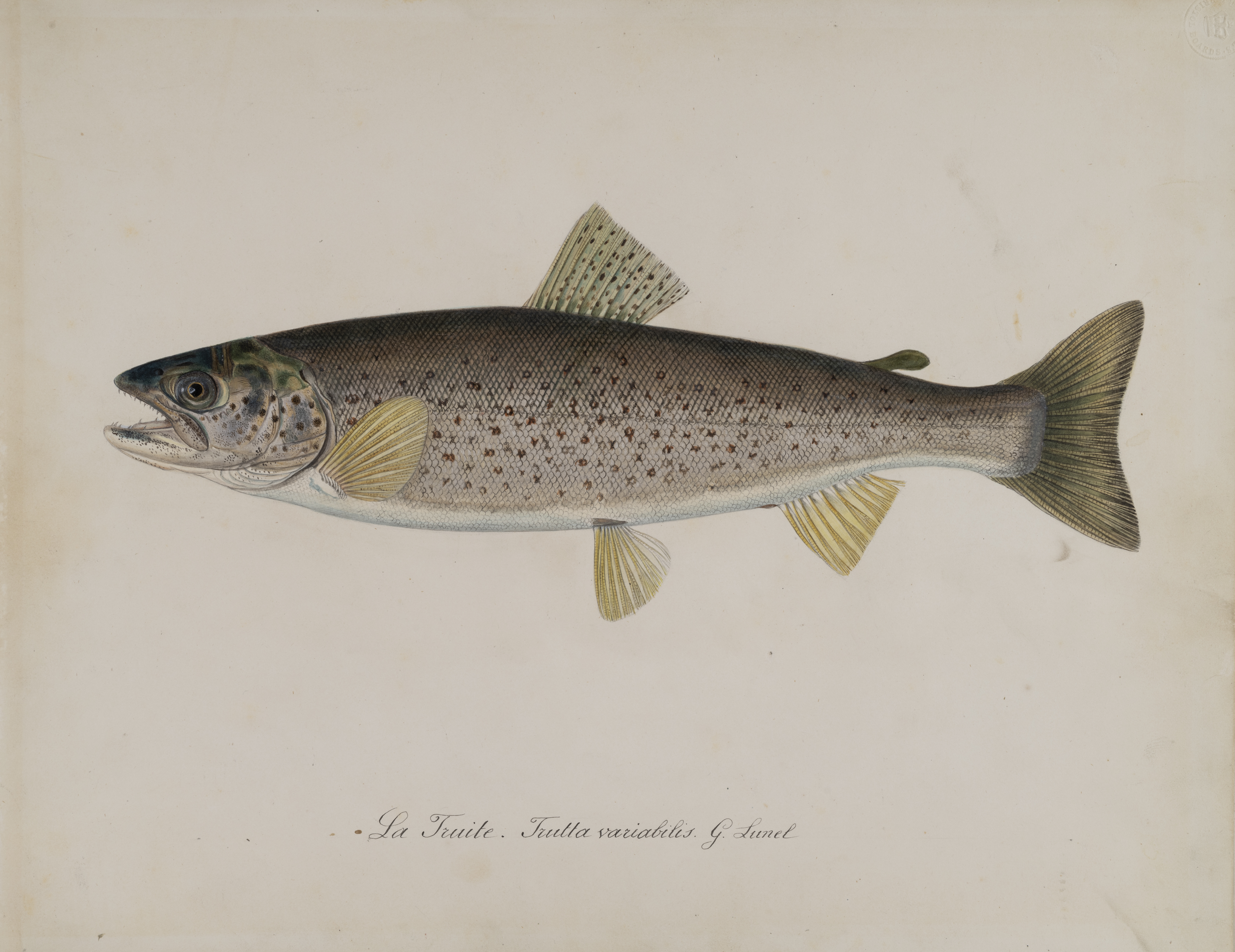
Une des planches de l'Histoire naturelle des poissons du bassin du Léman de Godefroy Lunel, représentant ici une Truite commune (Salmo trutta), conservée dans la bibliothèque du Muséum de Genève.

de Genève trouve son origine en 1832,dote d'une somme importante pour l'acquisition de livres. Elle est avant tout spécialisée dans la littérature scientifique — zoologie et sciences de la Terre — mais comprend aussi des archives et des livres de vulgarisation. En 1970 elle compte quelque 30 000 livres, 80 000 tirés-à-part pour une valeur estimée à plus de cinq millions de francs. En 2016, ses quatre kilomètres de rayonnage comptent entre autres 70 000 monographies, chiffre qui croît à raison de cinq-cents nouvelles acquisitions chaque année, une base de données de 200 000 tirés-à-parts et 4 000 ouvrages précieux. Depuis les années 1980, la bibliothèque de l'institution abrite la collection de la société Nos Oiseaux ainsi qu'une importante collection consacrée aux chauves-souris,.

## Recherche et collaborations
Depuis les années 1970, le muséum emploie plus d'une centaine de personnes, de corps de métiers très variés : taxidermistes, menuisiers, dessinateurs, décorateurs, bibliothécaires et chercheurs. Il reçoit en outre des scientifiques de l'étranger venant d'institutions homologues pour travailler quelques semaines dans les collections d'histoire naturelle genevoises. Un certain nombre de scientifiques y travaillant donnent également des cours à l'Université de Genève,.

### Recherche scientifique

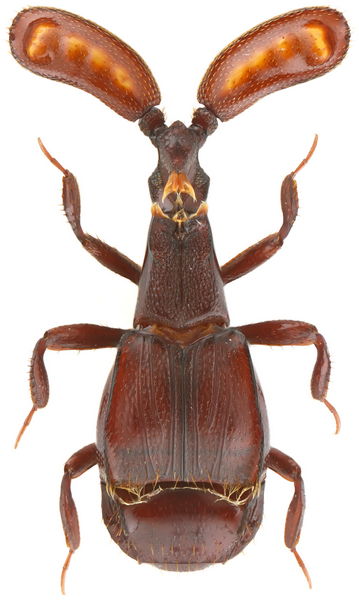
Holotype de Colilodion schulzi Yin & Cuccodoro, 2016, coléoptère philippin décrit en 2016 par un chercheur du muséum et un collègue chinois.

L'activité scientifique du muséum s'exprime par ses publications, qui paraissent dans les revues spécialisées. En 2014, le Muséum de Genève est l'institution suisse qui a la plus grande production scientifique dans le domaine de la systématique. Les chercheurs travaillant dans l'institution décrivent plus d'une soixantaine de nouvelles espèces par année, mais leur recherche porte également sur l'établissement de phylogénies, sur des analyses biogéographiques et sur certains aspects de biologie de la conservation. La recherche bénéficie ou a bénéficié du soutien du Fonds national suisse de la recherche scientifique, et de la collaboration avec l'Université de Genève. Une centaine de visiteurs scientifiques extérieurs à l'institution vient travailler dans ses collections chaque année.
Le muséum de Genève édite la Revue suisse de Zoologie, revue scientifique fondée en 1893 et publiant des travaux de recherche principalement en systématique, et la Revue de Paléobiologie, fondée en 1982. Historiquement, il publiait la revue de chiroptérologie Le Rhinolophe, ou le bulletin Le Héron des jeunes de la société Nos Oiseaux. Il a également édité de nombreux catalogues et ouvrages faunistiques.

### Centre chauves-souris
Dirigé par le chiroptérologue Villy Aellen de 1969 à 1989, le muséum entretient un « projet spécifique d'excellence » concernant les chauves-souris et héberge le pôle romand du Centre de coordination pour l'étude et la protection des chauves-souris,. Ce projet, lancé en 1984, coordonne des actions de communication et d'éducation autour des chauves-souris, mais soutient également leur protection et la recherche scientifique. En 1988, il bénéficie du soutien de différents services de protection de la nature dans plusieurs cantons et se décentralise en réseaux cantonaux gérés par deux centres régionaux, l'un alémanique, l'autre romand. Chaque année des animations pour la Nuit européenne de la chauve-souris sont organisées dans les murs de l'institution.

## Expositions

### Animaux vivants
Dès l'ouverture du bâtiment de Malagnou en 1966, un alligator d'Amérique donné au muséum en 1958, Ali, vit dans le bassin central du hall d'entrée du muséum. Ses conditions de vie interpellent un temps les visiteurs, si bien que son cas est discuté au Conseil administratif de la ville, et que le spécialiste René E. Honegger, alors conservateur de l'aquarium-terrarium de Zurich vient expertiser son cas en 1983. L'animal, sauvé dans sa jeunesse d'un restaurant alors qu'il mesurait 80 centimètres semble heureux, bien nourri et dispose d'un espace largement suffisant. Il reste dans le hall jusqu'à sa mort en 1990, à quarante ans. En 1992, il est remplacé par Maïcan, un caïman à lunettes, qui meurt deux ans plus tard et qui ne sera pas remplacé.
Dès l'ouverture, des terrariums et vivariums sont également présents dans le hall d'accueil. Toujours présents en 2008 et accueillant des serpents exotiques, ils ont depuis disparu. En octobre 1975, le muséum réalise une exposition temporaire avec la collaboration de l'Aquarium et Terrarium-Club de Genève présentant des milliers de poissons vivants et une trentaine de terrariums regroupent une centaine de reptiles. L'évasion d'un boa fait la une des journaux, trois semaines après sa disparition, ce qui ne décourage pas les visiteurs. L'animal, mesurant 1,5 mètre, est retrouvé vivant non loin de son terrarium plus d'un mois plus tard.
En mars 1977, une colonie de fourmis champignonnistes du genre Atta et comptant près de 100 000 individus est présentée au public. À son installation, elle est destinée à rester trois ou quatre ans avant de s'éteindre, mais onze ans plus tard, la fourmilière se porte mieux que jamais, bien que les Atta soient alors difficiles à garder en captivité,. Malgré quelques fluctuations de populations, elle atteint les 300 000 individus en août 1983 grâce aux soins de Claude Besuchet, puis 360 000 individus en mai 1984. Elle est donnée fin août 1984 au Musée des sciences naturelles de Lausanne où elle est prise en charge par le conservateur, l'entomologiste Daniel Cherix. Une nouvelle fourmilière géante de fourmis Atta est présentée pour les 50 ans de l'institution en 2017.

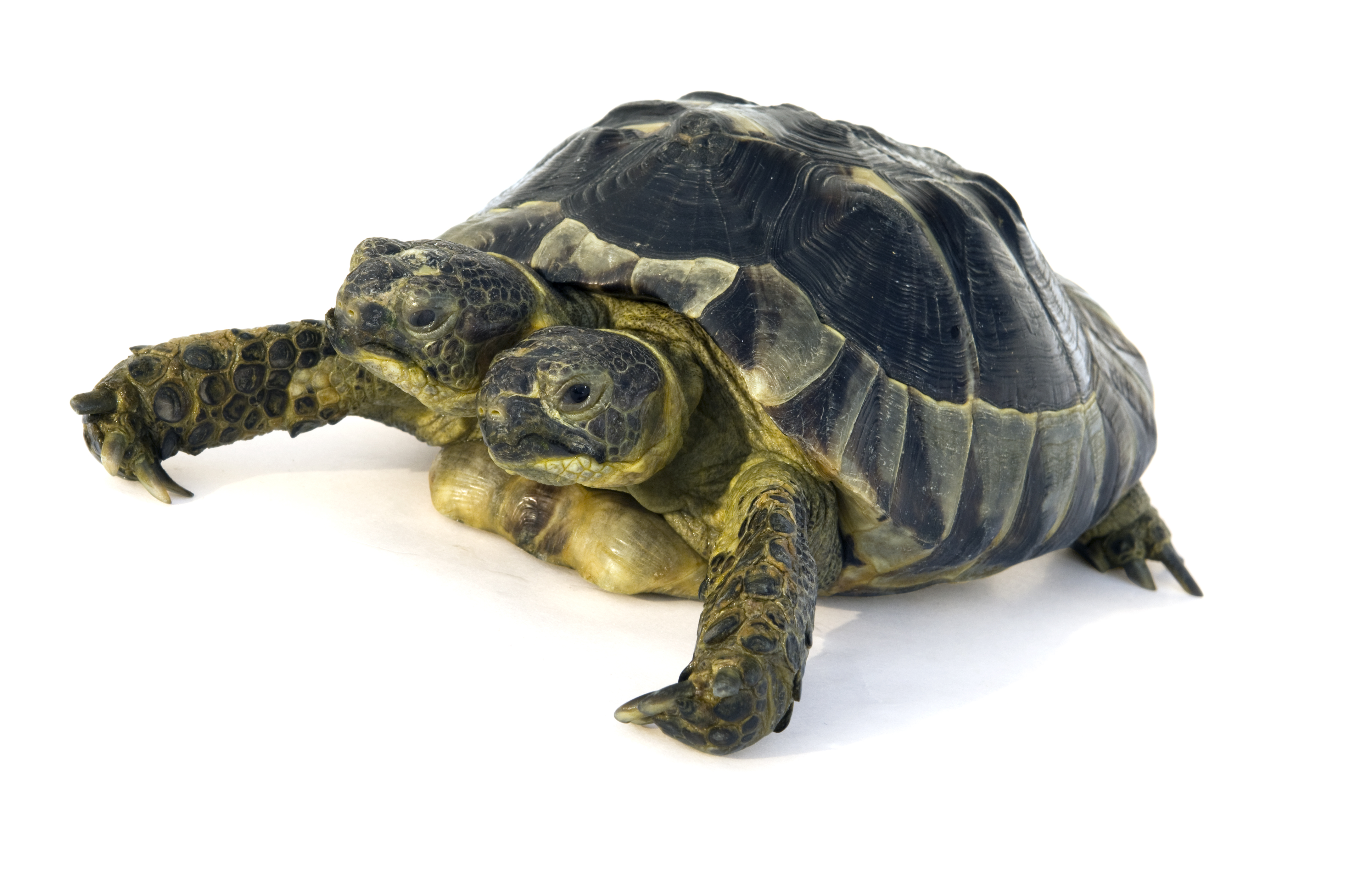
La tortue à deux têtes Janus, mascotte du muséum, photographiée en 2008.

Le 3 septembre 1997, Janus, une tortue grecque bicéphale nommée en référence au dieu romain du même nom, naît dans les couveuses de l'institution et est également présentée au public. En 2017, cette mascotte de l'institution fête ses 20 ans, un record de longévité pour une tortue à deux têtes.

### Galeries publiques
Les galeries d'exposition permanente représentent 8 500 m2 de surface. Le rez-de-chaussée présente une exposition sur la faune régionale, ouverte dès l'inauguration du bâtiment de Malagnou, en 1966. Le premier étage, accueillant mammifères et oiseaux exotiques, ouvre fin 1971. Le deuxième étage, présentant poissons, batraciens et reptiles, est ouvert au public en juin 1973. L'ouverture du deuxième étage se fait en deux étapes : les poissons, reptiles et amphibiens, sont accessibles dès juin 1974, et la seconde partie présentant les invertébrés en février 1975. L'inauguration de cette dernière est réalisée en présence des autorités et du directeur de l'époque, Villy Aellen. Plus de 2 500 animaux y sont alors présentés, ainsi que huit aquariums d'eau de mer présentant la faune de la Méditerranée et de l'Océan Indien,,. Le requin-tigre du diorama est le moulage d'un spécimen commandé par Émile Dottrens, alors directeur du muséum, et capturé en mai 1960 par Adrian Conan Doyle, fils d'Arthur Conan Doyle, qui en relate la capture dans son roman Lone Dhow. En octobre 1975, le muséum de Malagnou reçoit son millionième visiteur moins de neuf ans après son ouverture.
L'American Women's Club of Geneva donne deux squelettes de dinosaures au Muséum d'histoire naturelle le 19 février 1969, un allosaure de plus de 10 m et un camptosaure de près de 5 m de long, qui ne peuvent être exposés dans un premier temps en raison de leur taille. En mars 1977, les squelettes de grands mammifères sont montés dans les galeries publiques du troisième étage, consacré à la géologie, la minéralogie et la paléontologie. Début 1978, cet étage ferme pour trois ans : d'importantes transformations sont nécessaires afin de pouvoir présenter les deux squelettes de dinosaures offerts à l'institution neuf ans plus tôt. Dans le même temps, une cafétéria est aménagée au premier étage,. La cafétéria est opérationnelle et le gros œuvre fini en octobre 1981, mais le matériel d'exposition n'est pas encore en place. Le camptosaure est présenté monté à partir de mai 1985 — avec la tête dans le puits central — mais seul le crâne de l'allosaure est montré. Les dinosaures pourront être présentés pour de bon avec les autres grands squelettes à partir de 1988.
Dans les années 2010, la fréquentation moyenne du Muséum est de 250 000 visiteurs par an, en faisant l'institution muséale la plus visitée du canton de Genève,. En 2016, près de 314 000 visites sont enregistrées pour l'année des 50 ans du muséum à Malagnou, durant laquelle s'est tenue une grande exposition temporaire sur les dinosaures.

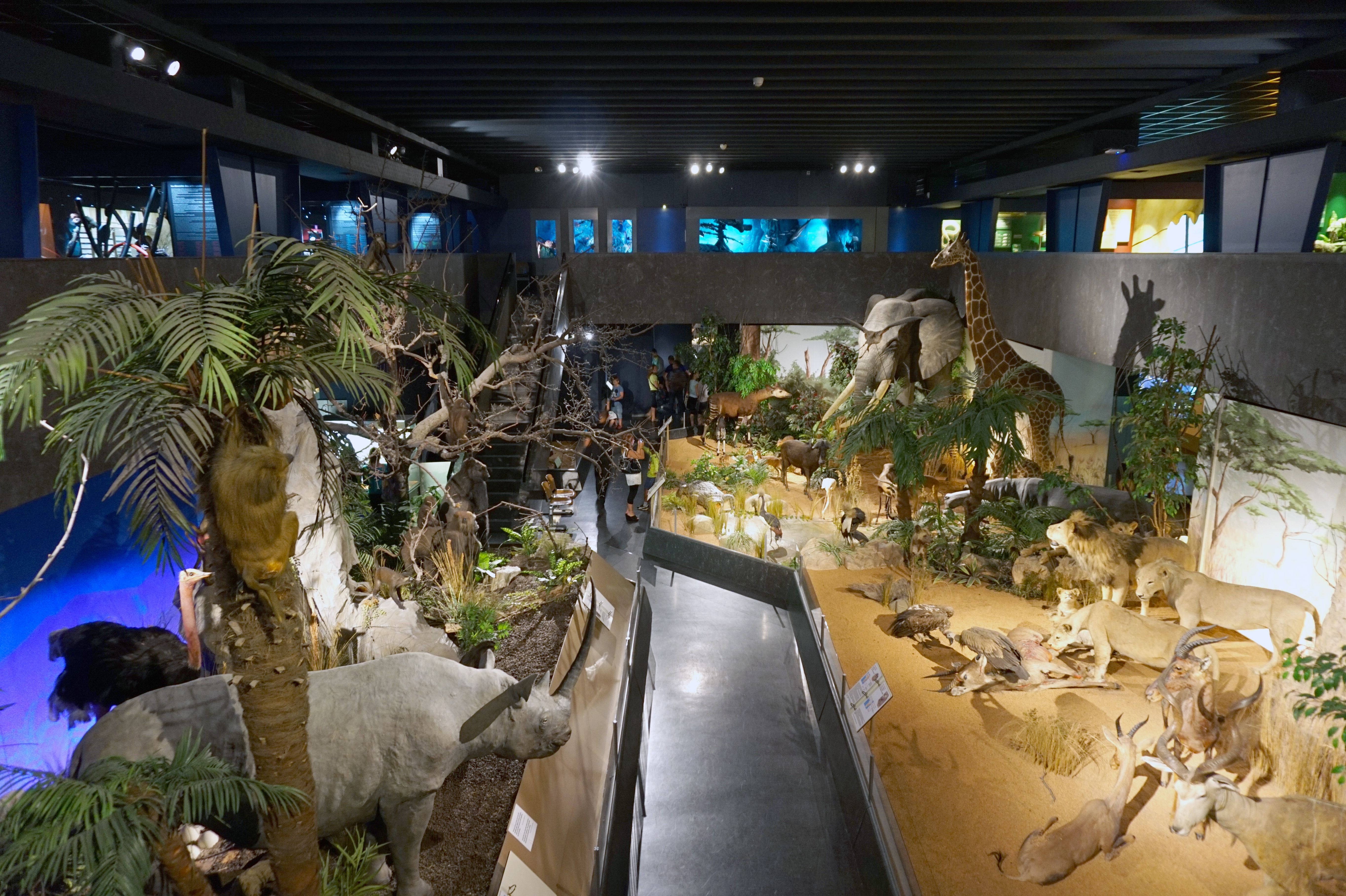
Reconstitution d'une plaine de savane africaine.
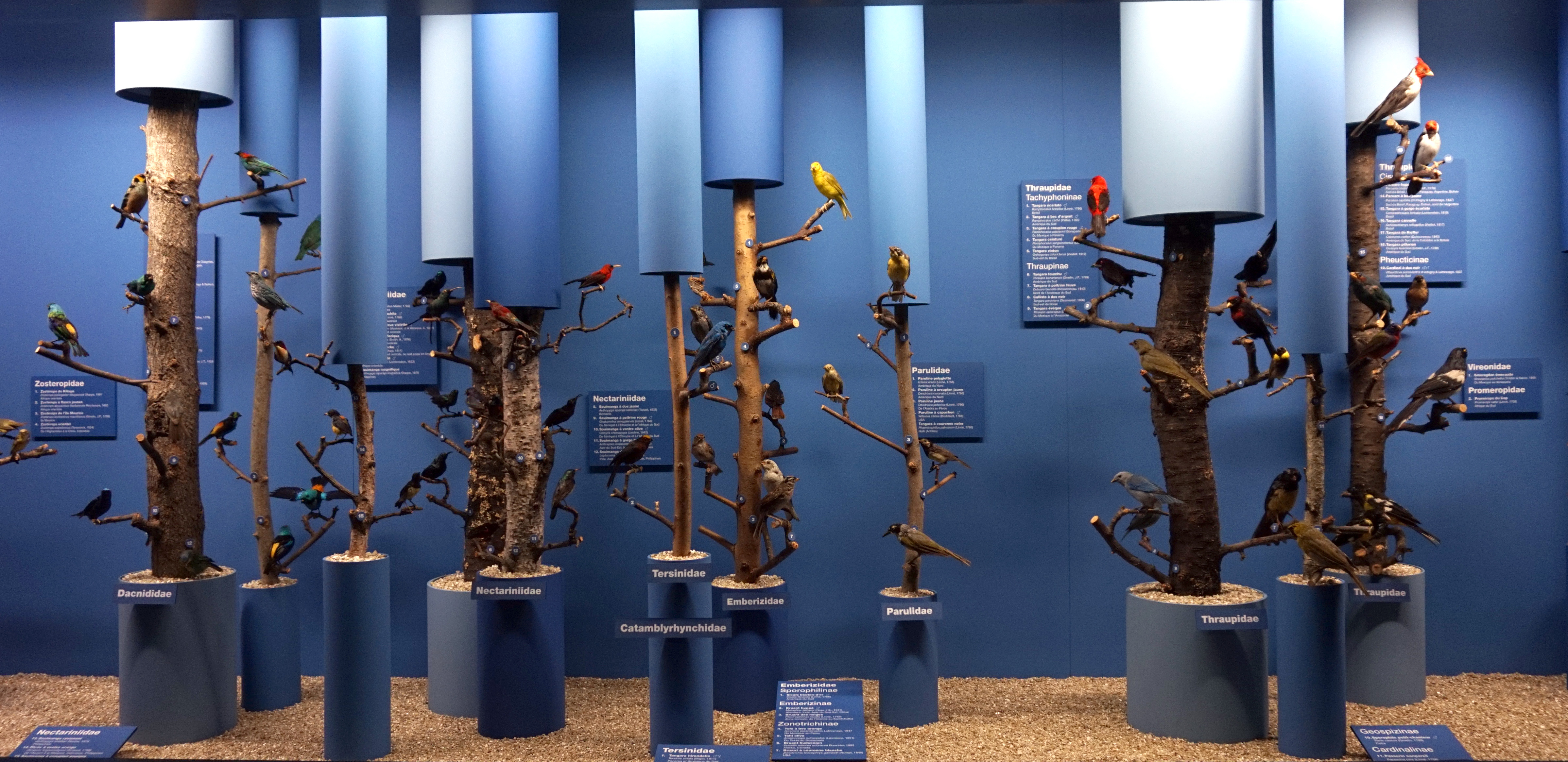
Vitrine d'oiseaux, dans la galerie de la faune exotique.
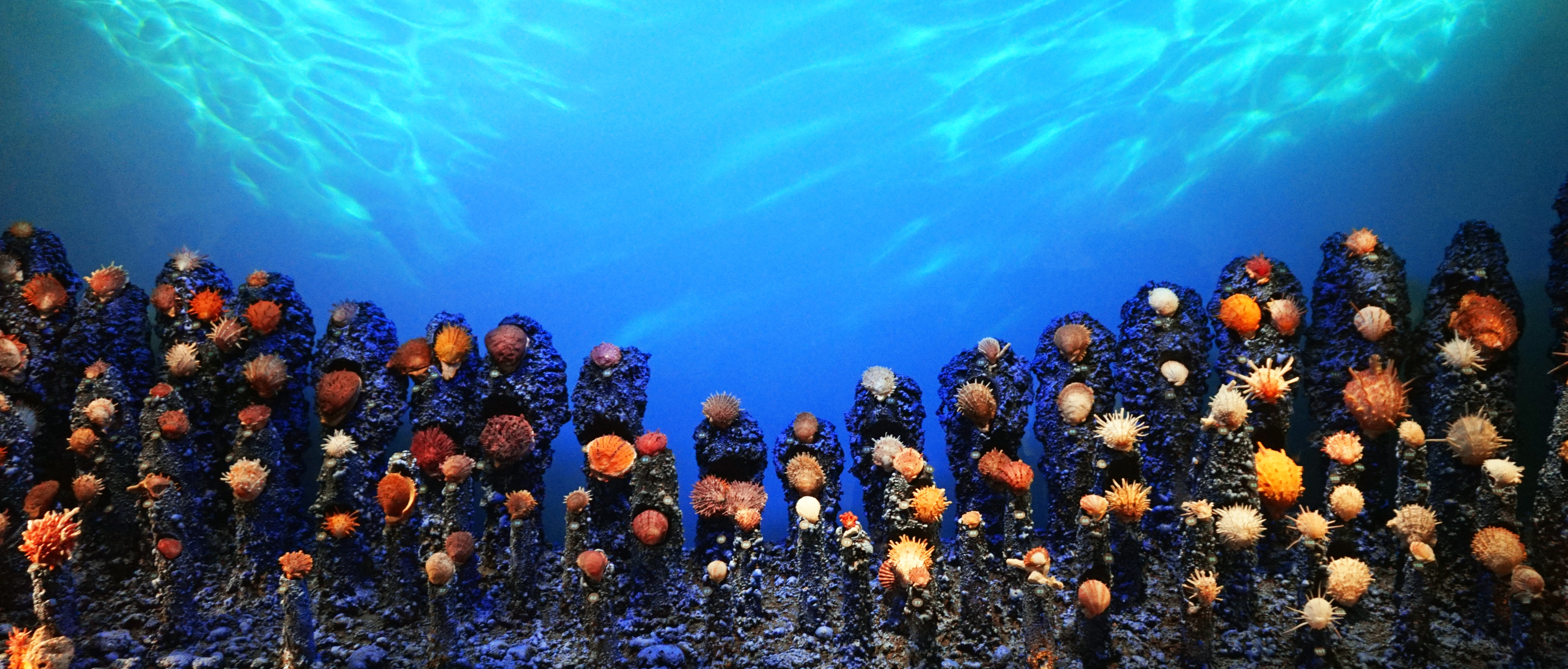
Vitrine de spondyles dans la galerie des invertébrés.
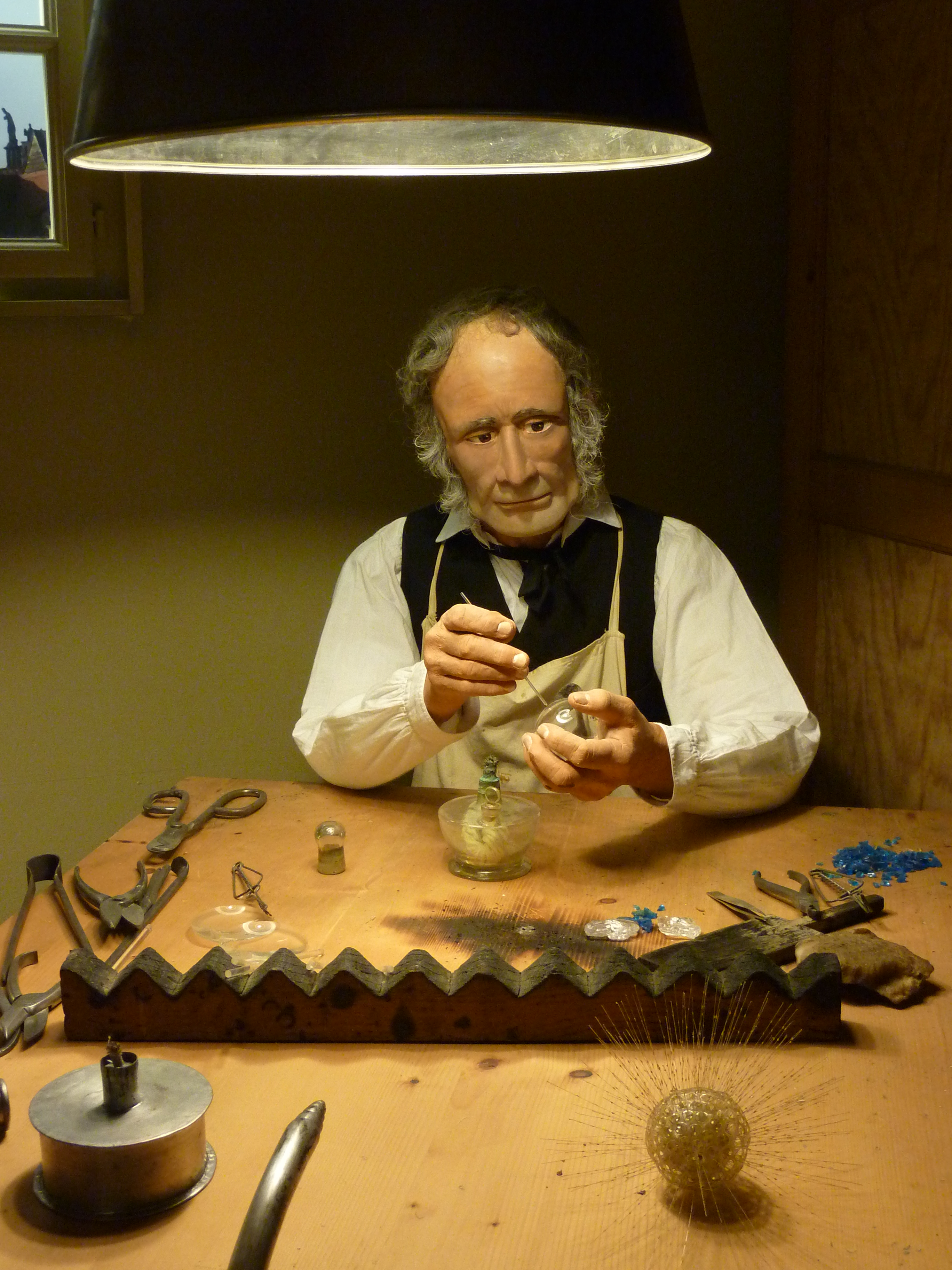
Reconstitution de l'atelier de Léopold et Rudolf Blaschka.

### Extérieur
Le Muséum d'histoire naturelle de Genève est situé dans le parc de Malagnou, et plusieurs installations se sont succédé autour du bâtiment. En août 1982, plusieurs sculptures de bronze et de pierre sont installées sur l'esplanade : un héron de Robert Hainard placé dans le bassin d'eau jouxtant l'entrée publique, un guépard de Paul Bianchi, une chouette effraie en vol et un tamanoir d'Yvan Larsen. En 2014, le bassin est vidé et le héron cède la place à une sculpture contemporaine du sculpteur André Bucher, constituée d'une colonne basaltique cerclée d'un anneau de bronze. Une statue de taureau, sculptée en 1947 par Luc Jaggi et trônant auparavant devant l'abattoir de Genève, est placée sur l'esplanade du muséum en 1997. Enlevée en 2014, elle retrouve le parc l'année suivante après que des riverains ont manifesté leur attachement pour l'œuvre,. Elle est vandalisée peu de temps après, ainsi qu'une statue de marmotte réalisée par Hainard.

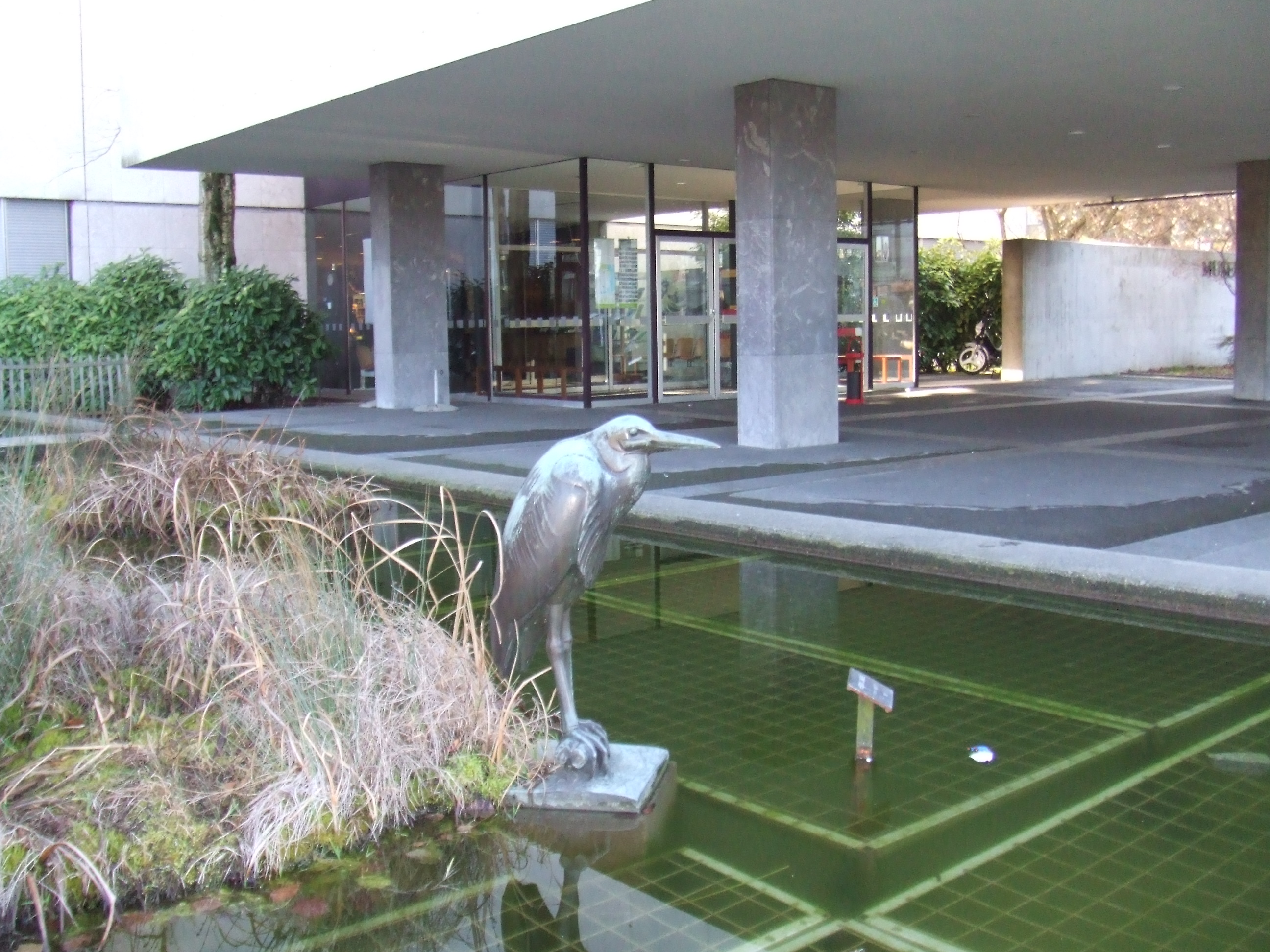
Héron d'Hainard dans son bassin en 2007
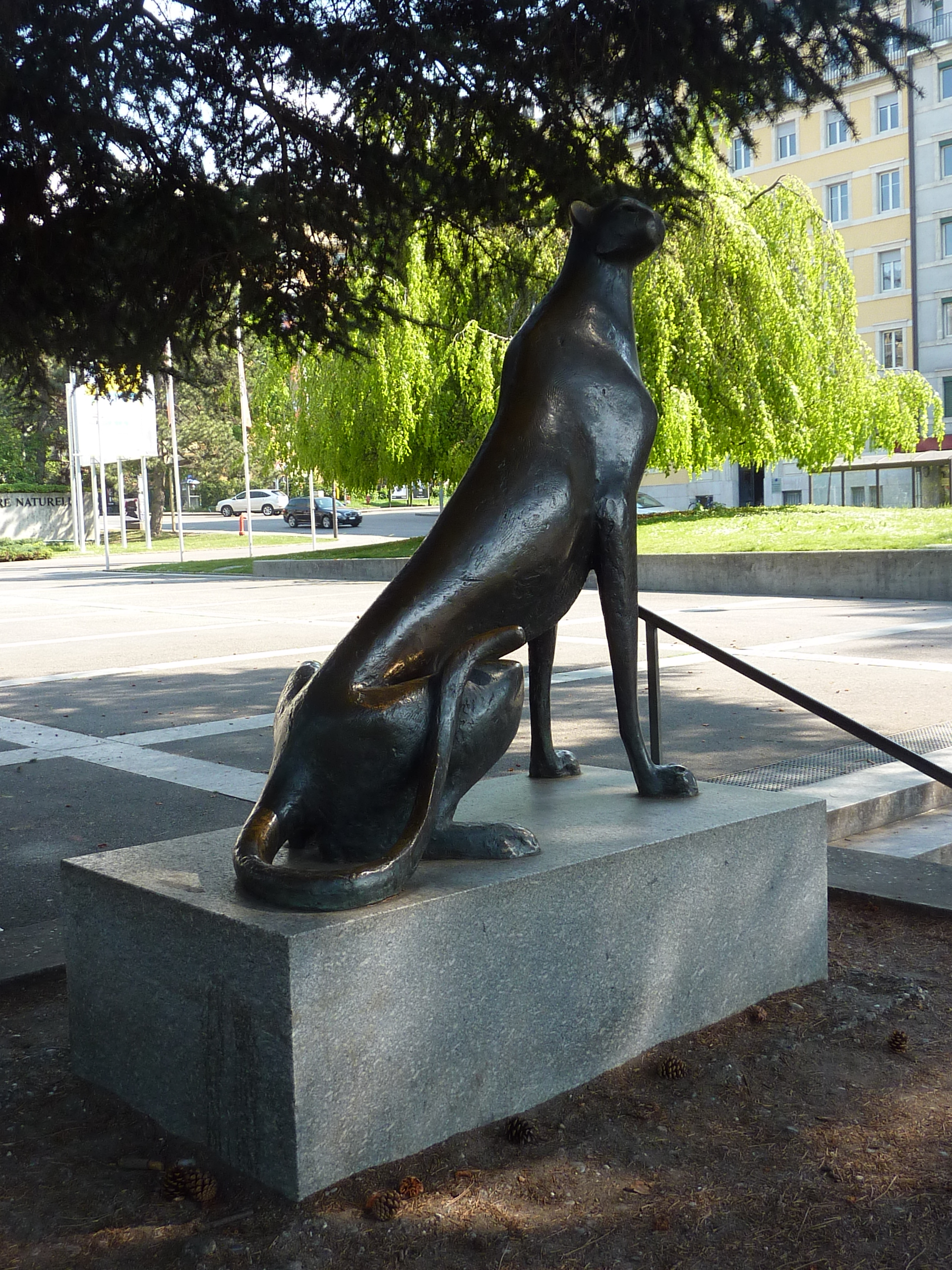
Guépard de Bianchi
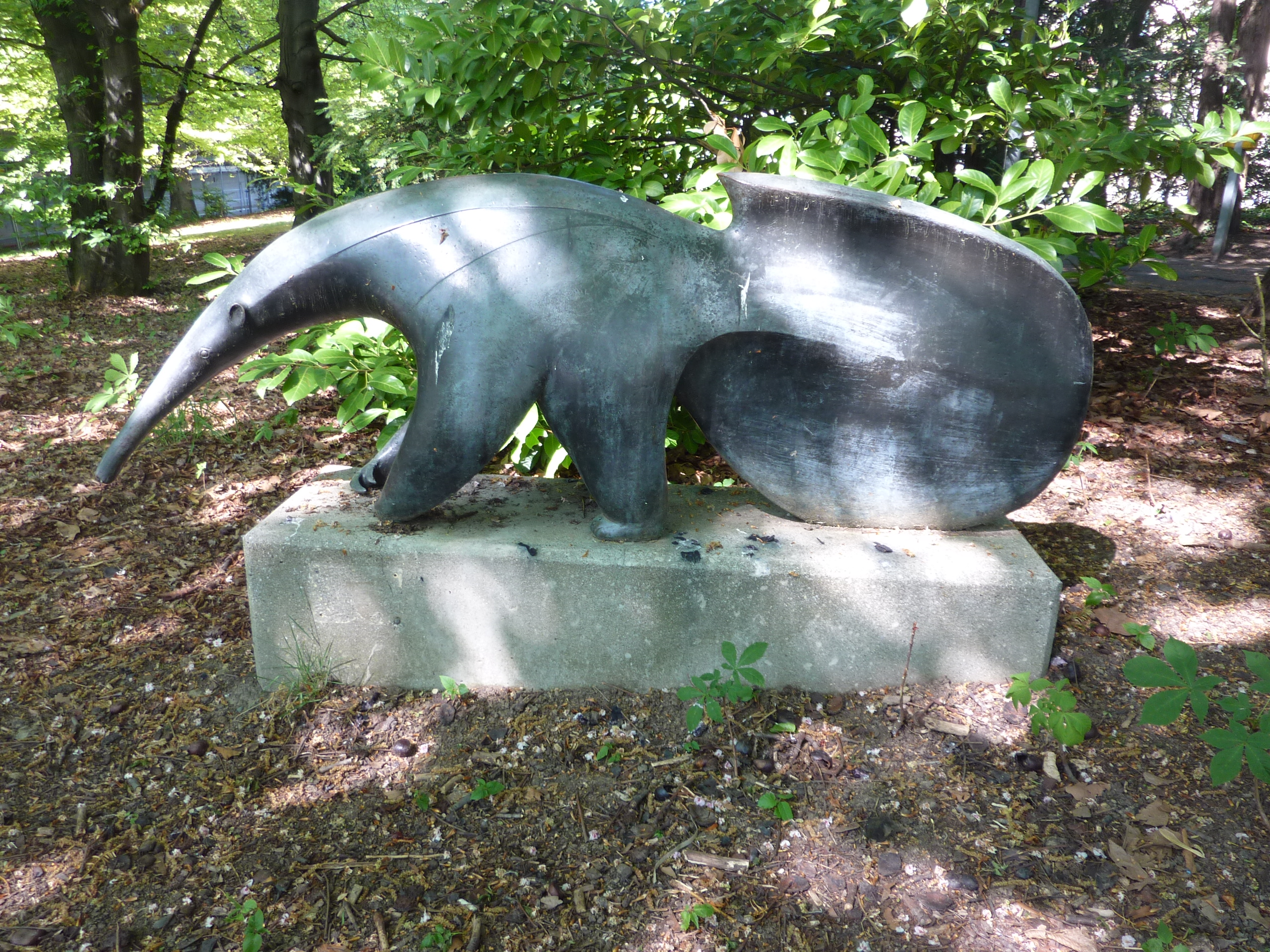
Tamanoir de Larsen (bronze de 1960)
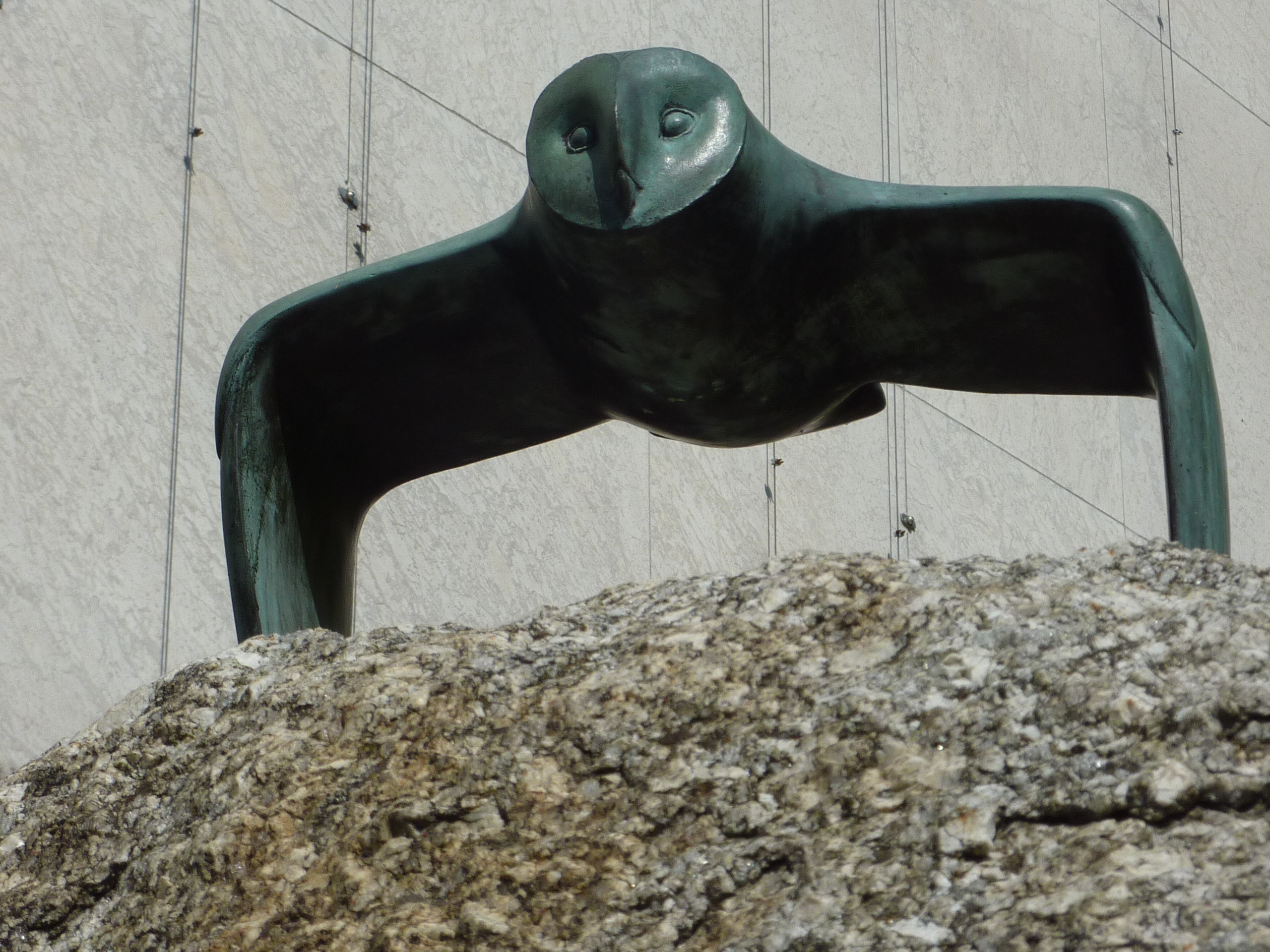
La chouette de Larsen
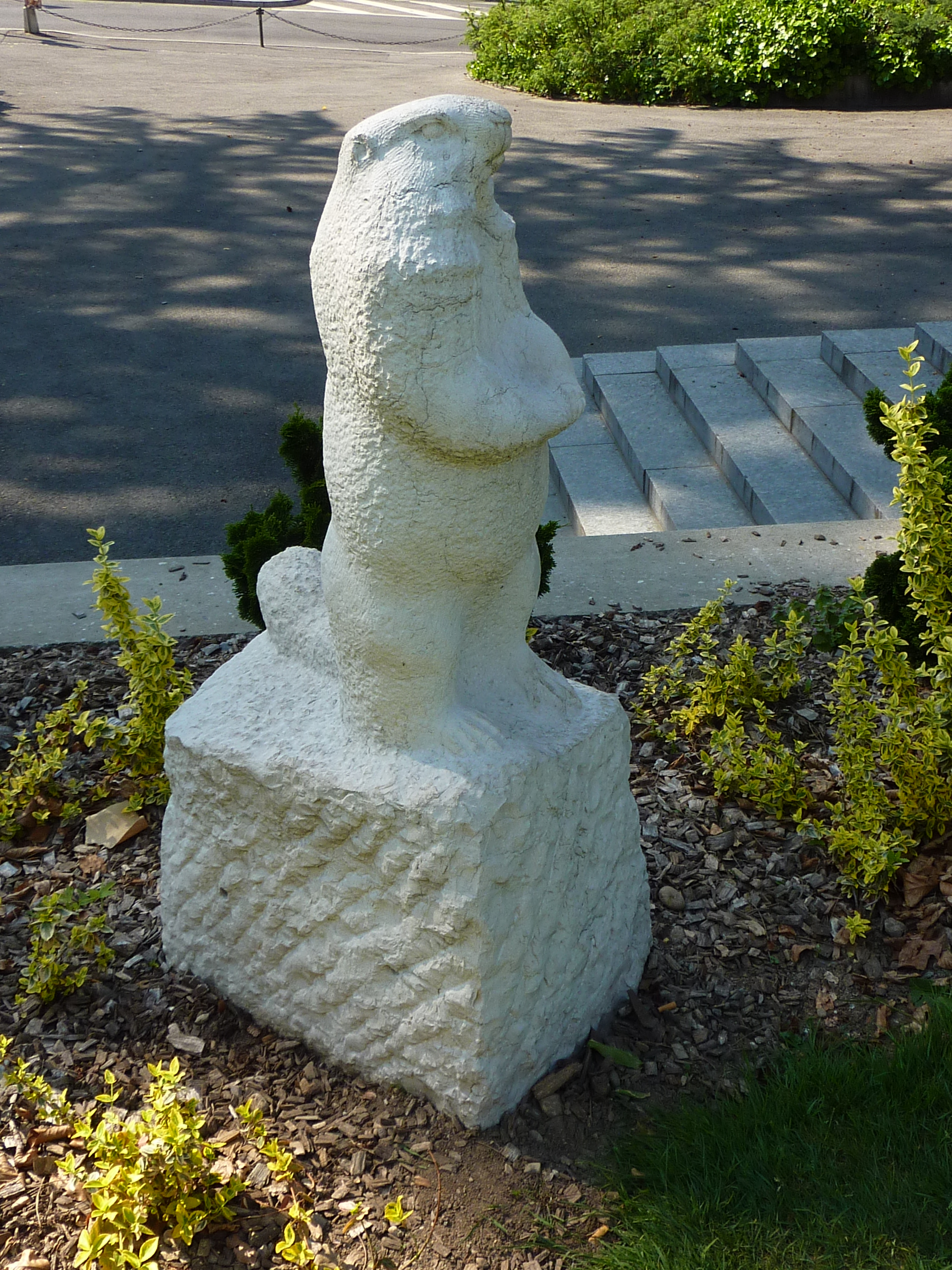
Marmotte d'Hainard
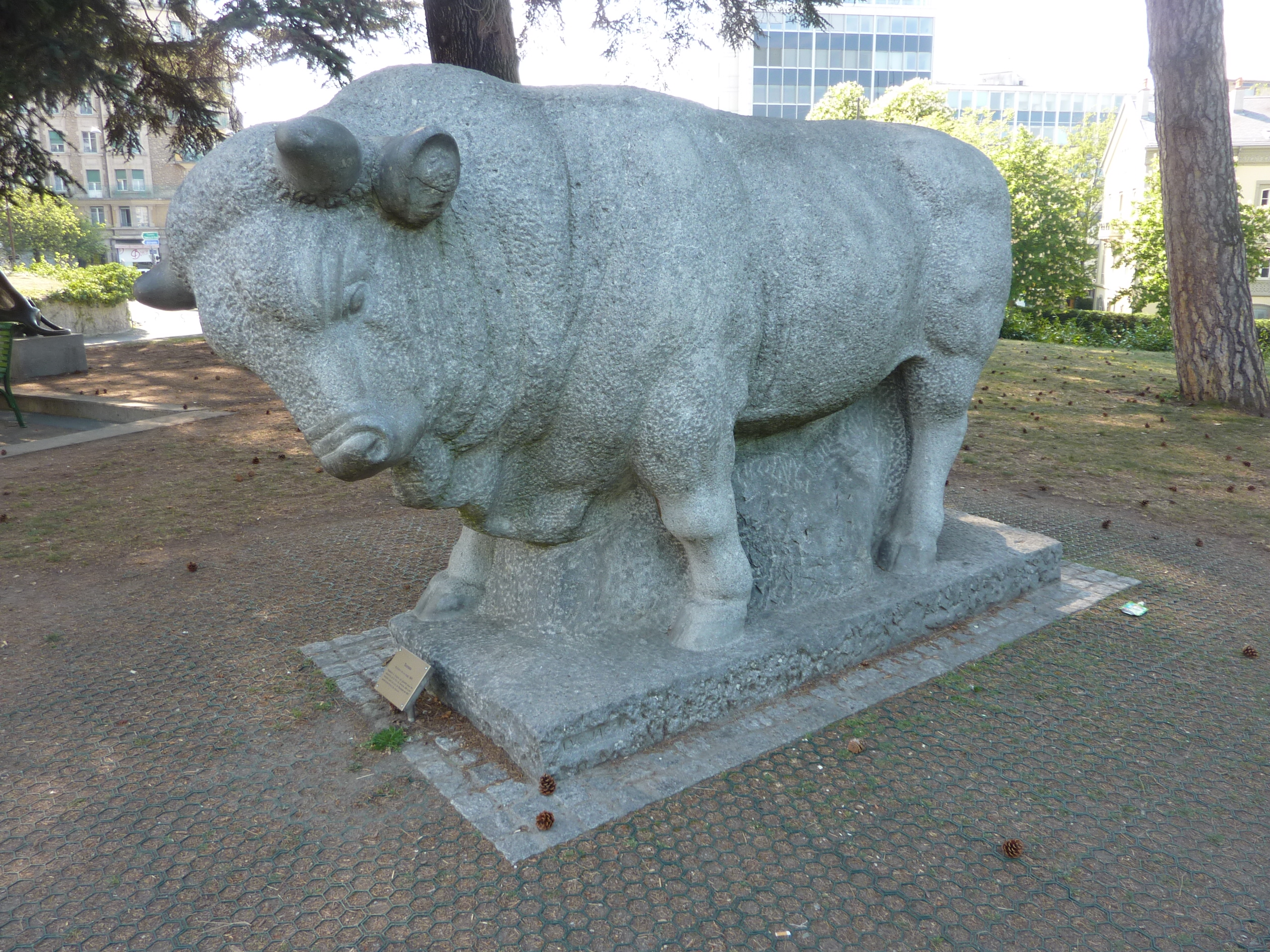
Le taureau en 2011

Dès 2011, le muséum d'histoire naturelle s'investit dans la « création de gîtes destinés aux grands coléoptères du bois », notamment pour la préservation de deux espèces d'insectes sensibles et patrimoniales, le Lucane cerf-volant (Lucanus cervus) et le Grand capricorne (Cerambyx cerdo). Le premier gîte à lucanes est placé au parc de La Grange en avril 2013, et d'autres suivent dans plusieurs autres parcs genevois. Ces initiatives valent à l'institution une distinction cantonale du développement durable en 2014 et font l'objet, avec d'autres actions promouvant la richesse de la biodiversité dans la ville de Genève, d'une bande dessinée : « Genève refuge écologique » publiée fin 2016,. À partir de 2017, plusieurs aménagements sont réalisés aux abords directs du muséum, dans le parc de Malagnou, afin d'en faire un « mini-laboratoire écologique et pédagogique ». Une prairie graveleuse est ainsi installée vers l'entrée du bâtiment, et un semis dit « genevois » sur le talus bordant la rue de Villereuse, dont la végétation indigène offre des refuges pour la microfaune ou une flore adaptée aux insectes pollinisateurs. Des hôtels à insectes, des bacs d'argile à disposition des guêpes maçonnes, un mur en gabion offrant des anfractuosités pour la faune sont aussi installés, et une soixantaine de nichoirs pour oiseaux et chauves-souris ainsi qu'une mare doivent compléter le dispositif. En début d'été 2017, le fulgorelle Cixius distinguendus est trouvé pour la première fois en Suisse dans la prairie de semis genevois ; en août 2018, la punaise Oxycarenus pallens est trouvée pour la première fois en Suisse parmi les centaurées du parc Malagnou,.

Aménagements dans le parc de Malagnou
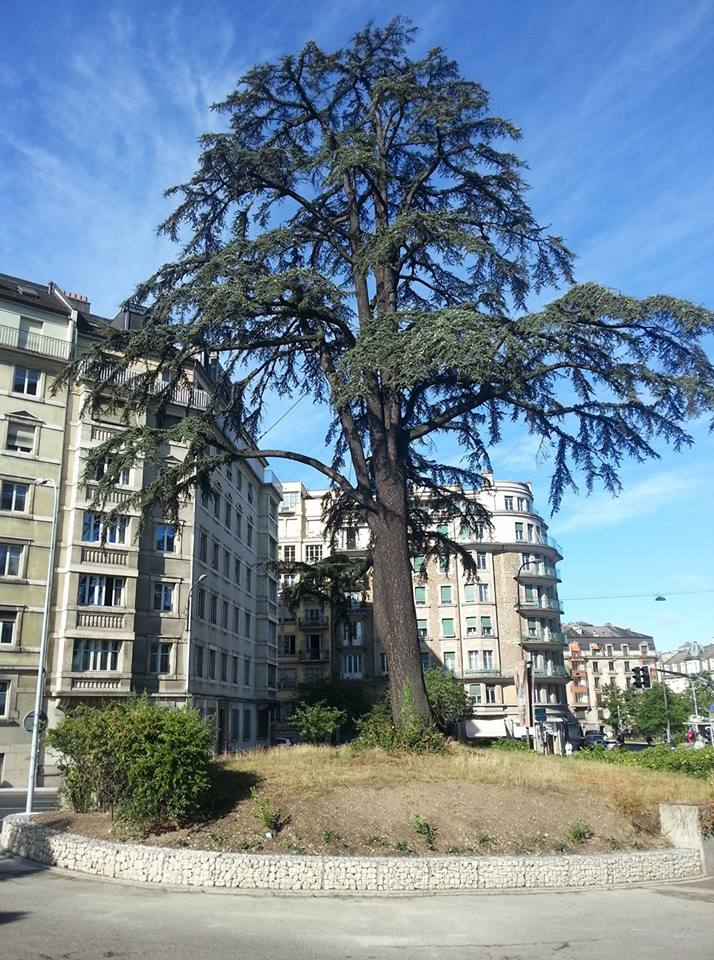
Mur en gabion au pied du cèdre à l'entrée du muséum
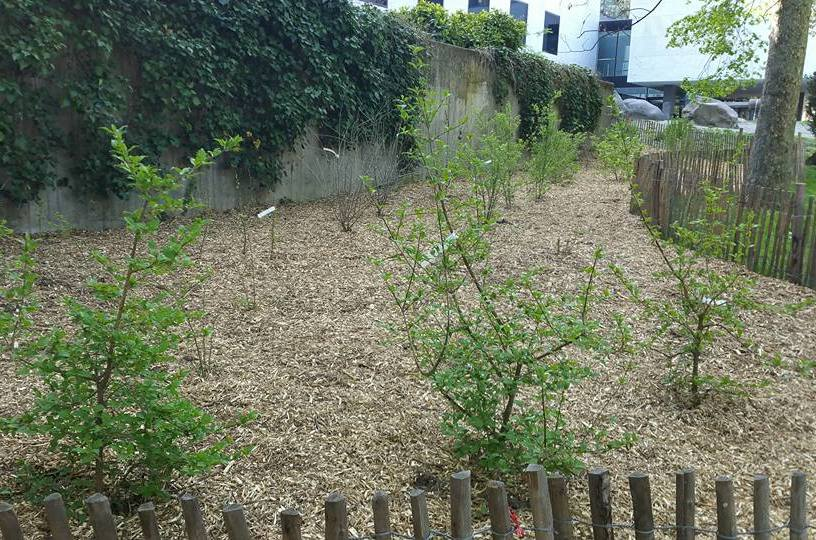
Sol en copeaux
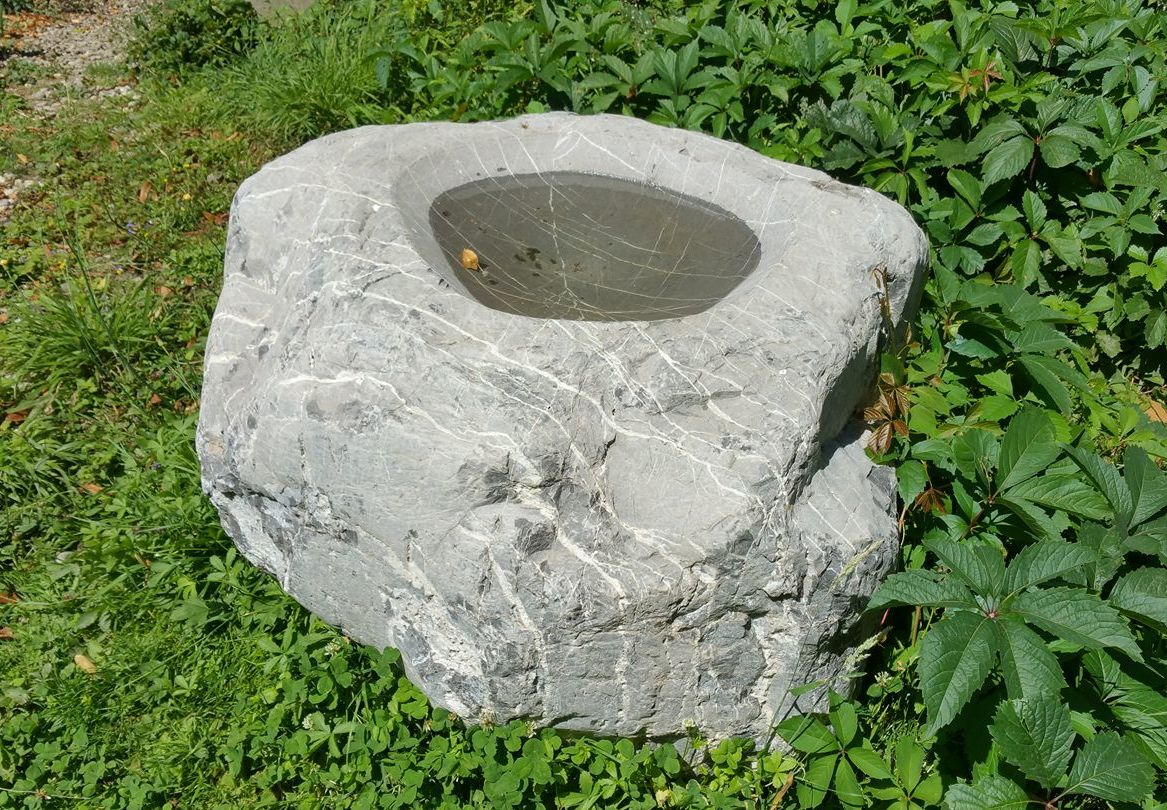
Abreuvoir
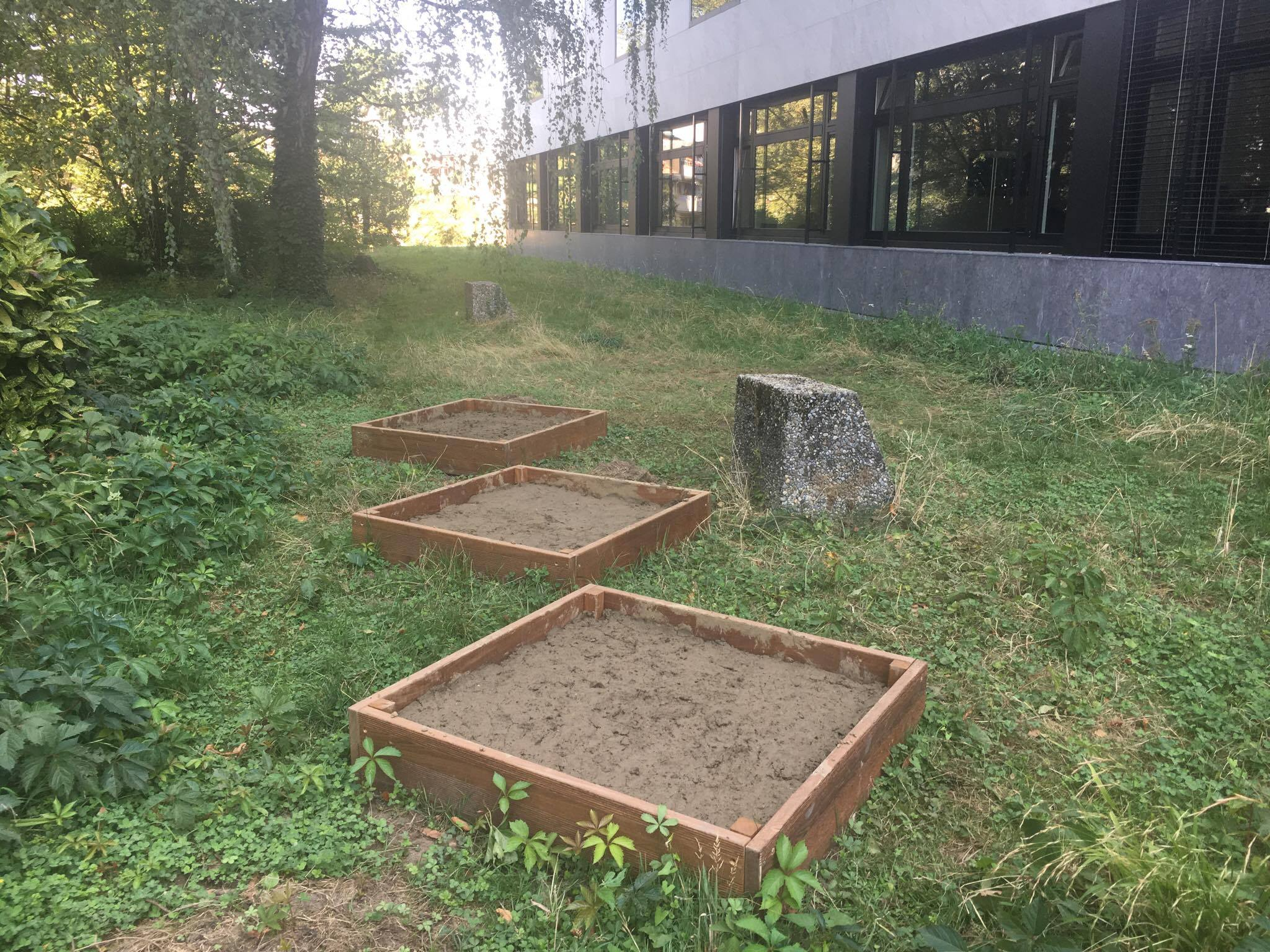
Bacs d'argile pour guêpes maçonnes
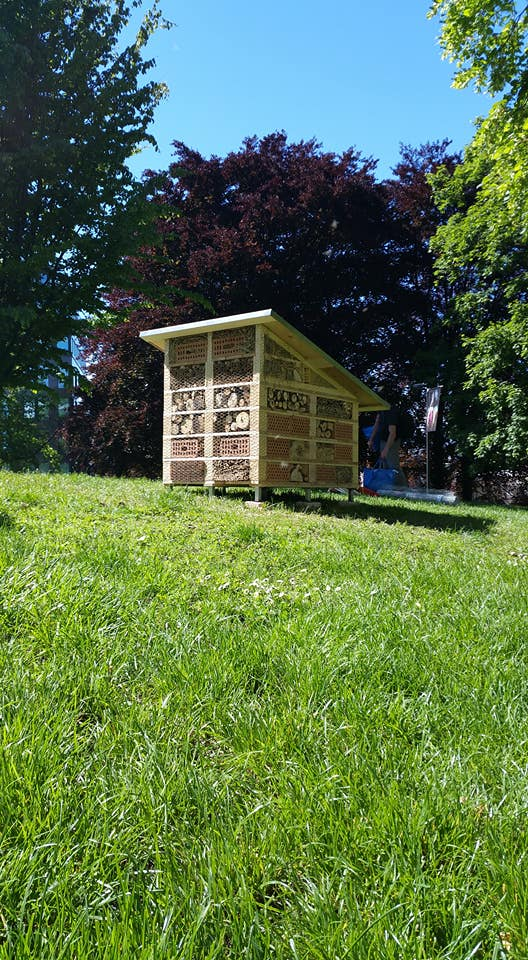
Gîte à insectes
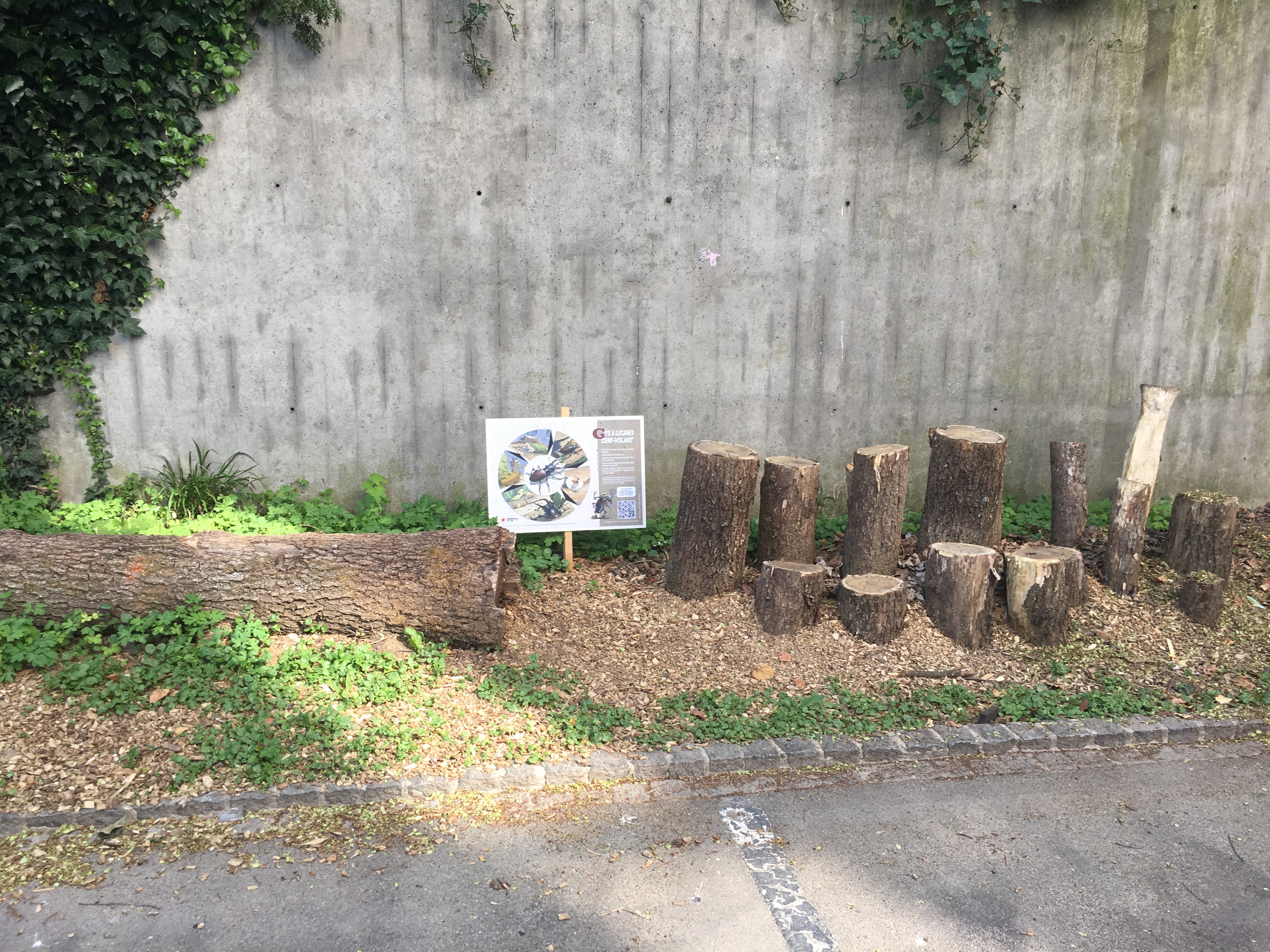
Gîtes à lucane cerf-volant